# Roger Federer
Roger Federer (výslovnost: [ˈrɒdʒər ˈfɛdərər]IPA, * 8. srpna 1981 Basilej) je bývalý švýcarský profesionální tenista, olympijský vítěz v mužské čtyřhře z Pekingských her 2008 a stříbrný medailista v mužské dvouhře na Letní olympiádě 2012 v Londýně. Mezi profesionály se na okruhu pohyboval od července 1998 do září 2022. Členem elitní světové desítky žebříčku ATP byl nepřetržitě od října 2002 do listopadu 2016, vrátil se do ní po lednovém triumfu na Australian Open 2017 a setrval do října 2021.
Na okruhu ATP Tour vyhrál sto tři turnajů ve dvouhře a čtyřicet devětkrát odešel jako poražený finalista. Ve čtyřhře si připsal osm trofejí a zaznamenal šest finálových proher. Na nejvyšší grandslamové úrovni získal dvacet singlových titulů, čímž v historických statistikách ztrácí dvě trofeje na vedoucího Nadala. Jako jediný muž osmkrát vyhrál Wimbledon. Šestkrát ovládl Australian Open a pětkrát US Open, kde v otevřené éře spoludrží rekord. Pařížským titulem z French Open 2009 zkompletoval jako šestý hráč historie kariérní Grand Slam. Patří mu řada rekordů. Od Wimbledonu 2005 do Australian Open 2010 se objevil v osmnácti z devatenácti finále. Zůstává jediným, jenž si bez přerušení zahrál ve dvaceti třech semifinále a třiceti šesti čtvrtfinále. Na Australian Open 2016 završil rekordní sérii 65. grandslamů bez absence. Startem na Australian Open 2018 navýšil rekordní zápis 52. čtvrtfinálem a 43. semifinálem z turnajů „velké čtyřky“. S počtem 369 vítězných zápasů z grandslamové dvouhry zůstává na čele historických statistik. Jako první si připsal více než 65 výher z každého majoru. Stal se vůbec prvním švýcarským mužem, který získal trofej v jakékoli grandslamové soutěži.
Na Turnaji mistrů vyhrál rekordních šest titulů ve dvouhře a nejvyšší počet 59 utkání, stejně jako se kvalifikoval do jeho 18 ročníků. V rámci série ATP Masters 1000 si zahrál finále všech devíti aktuálně pořádaných událostí a vybojoval dvacet osm trofejí. V kategorii ATP 500 drží rekord 24 trofejí. Dosáhl také nejvyššího počtu devatenácti titulů ATP z akcí hraných na trávě a sedmdesáti jednoho na tvrdém povrchu.
Na žebříčku ATP byl pro dvouhru nejvýše klasifikován v únoru 2004 na 1. místě a pro čtyřhru pak v červnu 2003 na 24. místě. Na čele singlového žebříčku strávil v pěti obdobích historicky druhý nejdelší časový úsek 309 týdnů, z toho mezi lety 2004–2008 opět rekordních 237 týdnů bez přerušení. Osm sezón v řadě (2003–2010) skončil do 2. místa světové klasifikace a deset sezón za sebou (2003–2012) nezakončil hůře než na 3. příčce.
Jako první tenista překročil na odměnách hranici 50, a v květnu 2015, také 90 miliónů dolarů a zůstává první v historické statistice s více než stopatnácti milionovým výdělkem. Na zahajovacích ceremoniálech Athénské olympiády 2004 a Pekingské olympiády 2008 byl vlajkonošem švýcarské výpravy.
Trénoval ho kapitán švýcarského daviscupového týmu Severin Lüthi, s nímž spolupracoval od léta 2007. V říjnu 2013 tak nahradil Američana Paula Annacona, jenž byl hlavním koučem od léta 2010. Od počátku sezóny 2016 se druhým trenérem stala bývalá světová trojka Ivan Ljubičić z Chorvatska. V roli fyzioterapeuta působí Daniel Troxler a kondiční přípravu vede Pierre Paganini.
V dubnu 2009 se po téměř devítiletém vztahu oženil s bývalou švýcarskou tenistkou slovenského původu Miroslavou Vavrincovou (* 1978). Do manželství se 23. července 2009 narodily dcery, dvojčata Myla Rose a Charlene Riva Federerovy. Druhá dvojčata, synové Leo a Lenny, přišla na svět 6. května 2014. Věnuje se také filantropii a charitě. Založil nadaci na pomoc znevýhodněných lidí a za účelem propagace sportu. UNICEF jej roku 2006 jmenoval velvyslancem dobré vůle.
Jako reprezentant země helvetského kříže dovedl tým k vítězství v Davisově poháru 2014. Spolu s Martinou Hingisovou vyhrál Hopmanův pohár 2001 a po boku Belindy Bencicové Hopmanův pohár 2018.
Během své kariéry obdržel řadu ocenění. Pětkrát se stal mistrem světa ITF ve dvouhře mužů a ATP Tour jej pětkrát vyhlásila nejlepším tenistou, stejně jako hráčem prvního desetiletí třetího milénia. Pětkrát také převzal cenu pro nejlepšího sportovce Evropy. Jako první vyhrál čtyřikrát sportovní cenu Laureus pro nejlepšího sportovce světa. Výkony na dvorci mu opakovaně zajistily trofej pro nejlepšího švýcarského sportovce a v roce 2003 byl zvolen Švýcarem roku.

## Soukromý život

### Dětství a mládí
Roger Federer se narodil v srpnu 1981 v kantonální nemocnici švýcarského města Basilej, metropoli historického polokantonu Basilej-město. Otec Robert Federer je Švýcar pocházející z Bernecku, obce ležící blízko švýcarsko-rakousko-německé státní hranice. Matka Lynette Federerová, rozená Durandová, je Jihoafričanka narozená v transvaalském městě Kempton Park, nacházejícím se v provincii Gauteng. Její předci byli Nizozemci a francouzští hugenoti. Rodiče se seznámili na služební cestě, když oba pracovali pro farmaceutickou firmu. O dvacet měsíců starší sestra se jmenuje Diana Federerová (* 1979), profesí je zdravotní sestra.

Podpis Rogera Federera, 2013

Roger Federer vlastní dvojí občanství – švýcarské a jihoafrické. S rodinou vyrůstal v prostředí severošvýcarských obcí Birsfelden, Riehen a Münchenstein v pohraničí s Francií a Německem. Plynně hovoří švýcarskou němčinou, francouzštinou a angličtinou. Rodným jazykem je němčina.
Vychován byl v duchu římskokatolické víry. Během turnaje Rome Masters 2006 vykonal audienci u papeže Benedikta XVI. Stejně jako ostatní švýcarští muži měl absolvovat povinnou základní vojenskou službu v armádě. V roce 2003 byl však od této povinnosti osvobozen, když došlo k jeho zneschopnění pro dlouhotrvající problémy se zády. Namísto toho sloužil v civilní službě a jako náhrada bylo požadováno, aby odvedl 3 % zdanitelného příjmu.
Od dětství je příznivcem fotbalového klubu FC Basel a národního fotbalového týmu. V mládí vystřídal řadu sportů, když se mimo jiné věnoval badmintonu a basketbalu, při nichž rozvíjel koordinaci oka a motoriky, periferního vidění a také zlepšil flexibilitu – při tenisových úderech jinak pevného, zápěstí, kterou později využíval při některých svých „zázračných úderech“. V rozhovorech opakovaně prohlásil, že je nadšeným fanouškem kriketu. Dvakrát se střetl s indickým hráčem Sačinem Tendulkarem, považovaným za jednoho z nejlepších kriketistů všech dob. Na adresu míčových sportů uvedl: „Můj zájem se vždycky velmi zvýšil, když byl součástí hry míč.“ Během vrcholové kariéry se jeho přítelem stal americký golfista Tiger Woods, považovaný za jednoho z nejlepších hráčů golfu vůbec.

### Rodina

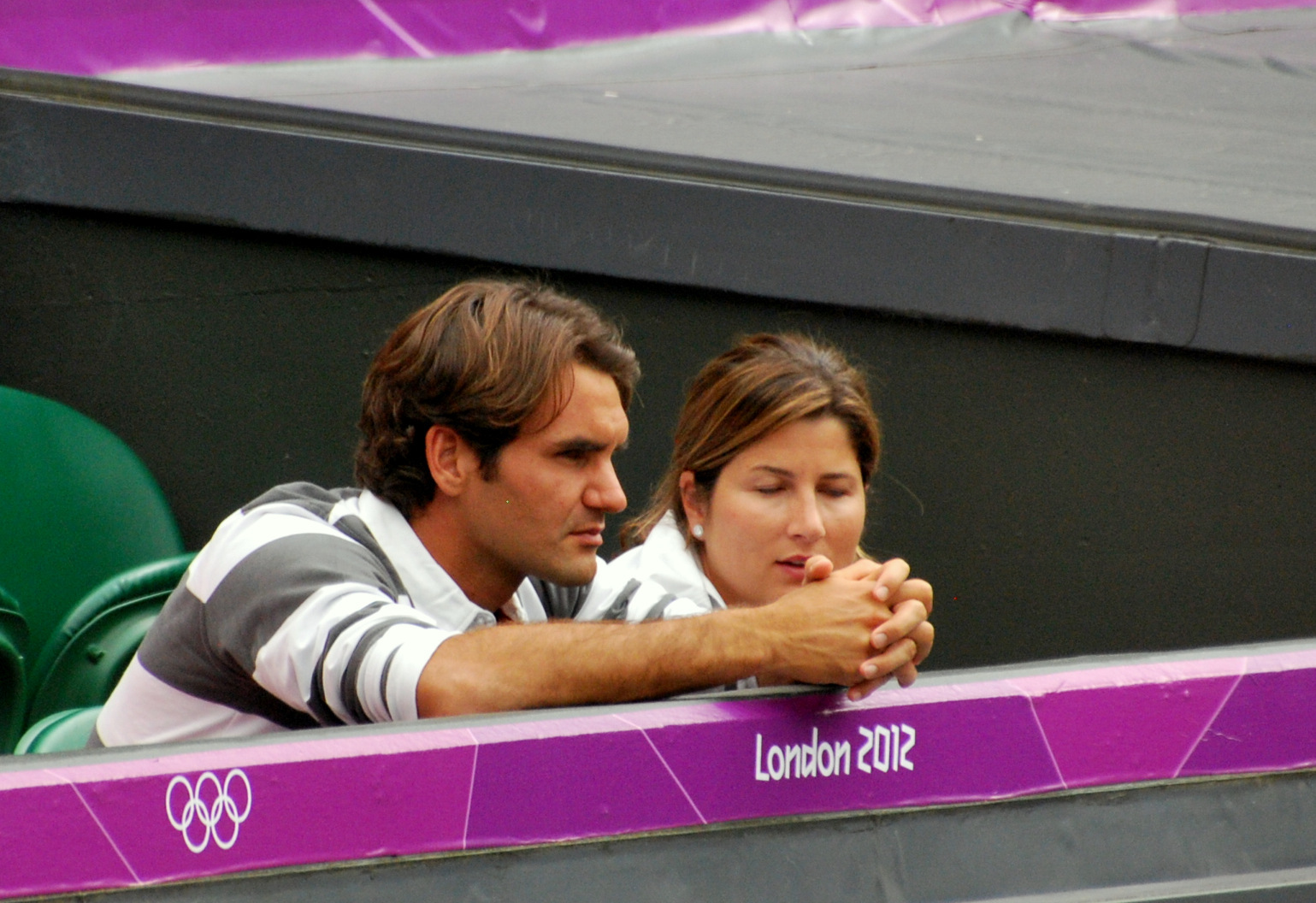
Roger a Mirka Federerovi v hledišti centrálního dvorce během londýnského olympijského turnaje

Roger Federer se 11. dubna 2009 oženil s bývalou profesionální tenistkou Mirkou Vavrincovou (* 1978), Švýcarkou narozenou v Československu. Svatba se uskutečnila v riehenské Wenkenhofově vile u Basileje, v kruhu několika blízkých přátel a členů rodiny. Dvojice se poznala na Letních olympijských hrách 2000 v Sydney, kde oba reprezentovali Švýcarsko. Svůj vztah započali poslední den olympiády. Následně jej nemedializovali až do léta 2001. Společně také odehráli Hopmanův pohár 2002. Vavrincová ukončila profesionální kariéru v roce 2002 pro opakující se poranění nohy.
Do manželství se 23. července 2009 narodily dvě dcery, dvojčata Myla Rose a Charlene Riva Federerovy. Dne 24. prosince 2013 manželé oznámili, že v průběhu roku 2014 očekávají narození třetího potomka a 6. května 2014 se jim v Curychu narodila druhá dvojčata, synové Leo a Lenny.

### Management
V roce 1998, stále během juniorské kariéry, podepsal tenista smlouvu s americkou firmou IMG. Jejích služeb přestal využívat na počátku roku 2003, ještě v době před ziskem prvního grandslamového titulu. Obchodní záležitosti následně delegoval na společnost Roger Federer Management pod dohledem právního zástupce, finančního poradce a matky Lynette Federerové. Životní partnerka Miroslava Vavrincová byla na určité období pověřena záležitostmi styku s médii a organizací cestování.
Poté, co manažer Tony Godsick v roce 2012 opustil společnost IMG Worldwide Inc., získal exkluzivitu na zastupování Federera. Během roku s tenistou cestuje na většinu akcí.

### Filantropie a charita
V roce 2003 Roger Federer založil spolu s matkou fond Roger Federer Foundation na pomoc znevýhodněných lidí a pro propagaci sportu. V roce 2005 vydražil raketu, s níž vyhrál US Open, aby výtěžek směřoval osobám zasaženým ničivým hurikánem Katrina. Roku 2006 jej Dětský fond Organizace spojených národů (UNICEF) jmenoval velvyslancem dobré vůle.
Před zahájením březnového Mastersu Pacific Life Open 2005 v kalifornském Indian Wells zorganizoval exhibici, do níž se zapojilo několik hráčů a hráček hrajících na okruzích ATP a WTA. Akce nesla název „Výměna na pomoc“ (Rally for Relief). Výnos byl věnován obětem ničivé tsunami po zemětřesení v Indickém oceánu z prosince 2004.

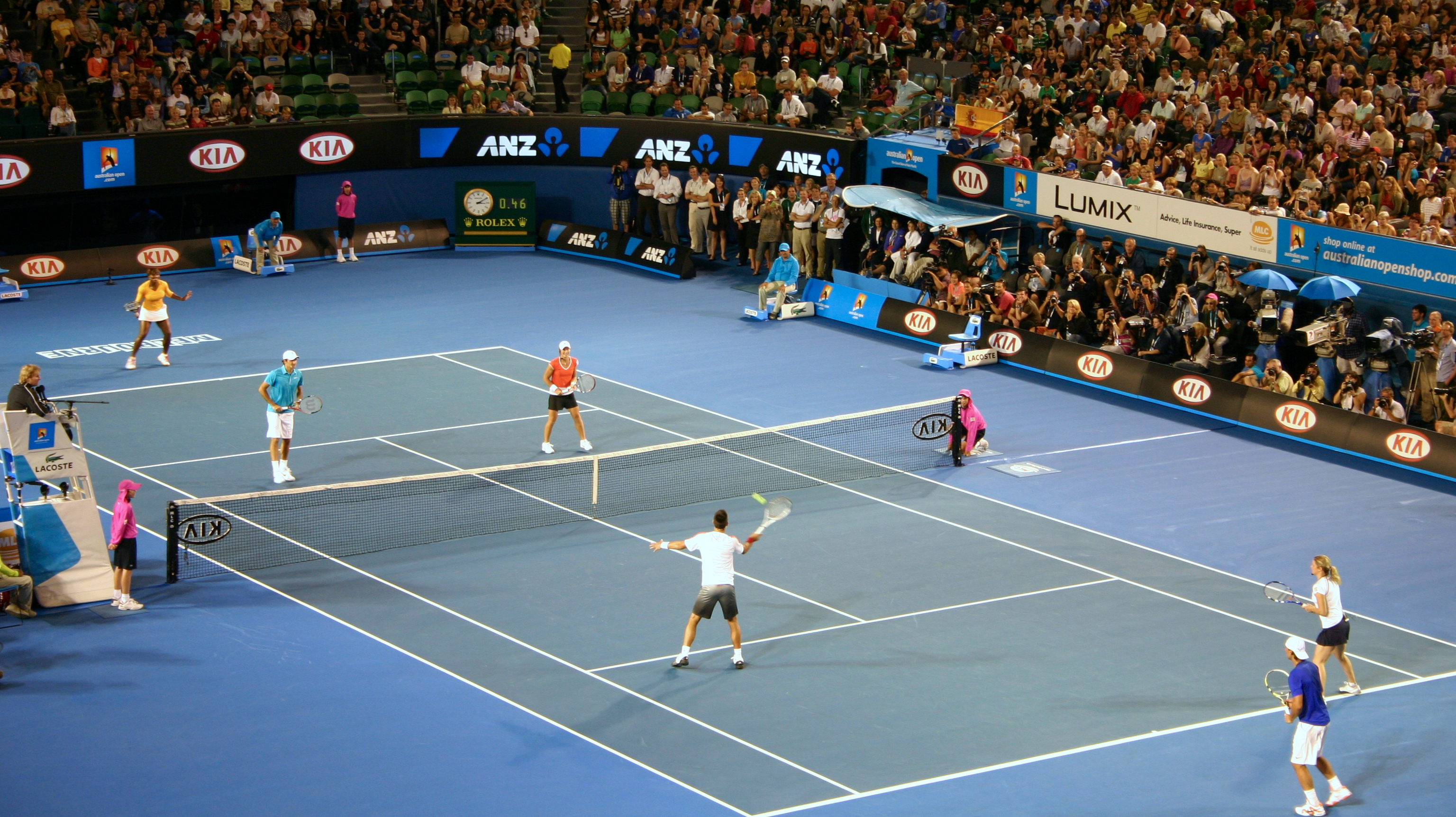
„Trojhra“ v rámci charity „Úder pro Haiti“ na pomoc obětem zemětřesení na Haiti, den před zahájením Australian Open 2010. Na zadní polovině je v týmu Federer se Serenou Williamsovou a Samanthou Stosurovou.

Hráč se také objevil ve veřejných sděleních UNICEF, které měly zvýšit obecné povědomí o nemoci AIDS. V reakci na ničivé zemětřesení, které v lednu 2010 postihlo zejména Haiti, uspořádal s dalšími předními tenisty – Rafaelem Nadalem, Novakem Djokovićem, Andy Roddickem, Kim Clijstersovou, Serenou Williamsovou, Lleytonem Hewitem a Samanthou Stosurovou charitativní vystoupení pojmenované „Úder pro Haiti“ (Hit for Haiti). Na dvorec nastoupili společně místo posledního dne přípravy před úvodním grandslamem sezóny Australian Open 2010. Tenisté vytvořili dva čtyřčlenné týmy, modrý a červený, podle barev haitské vlajky a na kurtu odehráli trojhru. Výtěžek byl zaslán lidem postiženým tímto přírodním živlem.
Na ženevském Světovém ekonomickém fóru 2010 byl jmenován do společenství přidružené organizace Young Global Leaders (Mladých globálních lídrů, osobností napříč obory do 40 let věku), jako projev uznání jeho vedení, schopností a příspěvku společnosti.
Následně zorganizoval a účastnil se dalšího charitativního zápasu „Výměna na pomoc“, konaného 16. ledna 2011 ve prospěch obětí záplav v Queenslandu na přelomu let 2010 a 2011.
V srpnu 2013 jej časopis Forbes zařadil na 8. místo žebříčku sta nejvlivnějších světových celebrit s výdělkem 79 miliónů dolarů za poslední rok. Na žebříčku nejvýdělečnějších sportovců za rok 2013 mu stejný magazín přisoudil 1. místo, které sdílel s golfistou Tigerem Woodsem, když měly jejich zisky dosáhnout 46 milionů dolarů. Probíhající Federerův 10letý kontrakt s firmou Nike byl odhadnut na 100 milionů dolarů.

## Tenisová kariéra

### 1996–1998: Juniorská kariéra

#### 1998: Wimbledonský double a světová jednička
Na mezinárodním poli juniorského tenisu se Roger Federer pohyboval v letech 1996–1998. V hlavních soutěžích turnajů odehrál devadesát jedna utkání ve dvouhře a padesát devět ve čtyřhře.
Premiérovým Grand Slamem kariéry se stal Australian Open 1998. Ve dvouhře se na něm probojoval do semifinále, kde mu stopku vystavil Švéd Andreas Vinciguerra. Na pařížském French Open 1998 skončil v úvodním kole po vyřazení Čechem Jaroslavem Levinským 4–6, 7–5 a 7–9. Nejlepšího grandslamového výsledku dosáhl ve Wimbledonu 1998, kde získal „double“ – dva tituly. Ve finále dvouhry porazil gruzínského hráče Irákliho Labadzeho 6–4, 6–4 a v utkání o deblovou trofej přehrál po boku Belgičana Oliviera Rochuse francouzsko-izraelský pár Michaël Llodra a Andy Ram stejným poměrem 6–4, 6–4. O titul si zahrál také na US Open 1998, kde podlehl argentinskému hráči Davidu Nalbandianovi ve dvou setech 3–6 a 5–7.
K pěti turnajovým vítězstvím z juniorské dvouhry patří také trofej na floridském Orange Bowlu 1998 kategorie 18letých v Key Biscayne, když ve finále zdolal Argentince Guillerma Coriu.
 Tento zápas hraný 20. prosince 1998 byl posledním v jeho juniorské kariéře.
Na juniorském žebříčku ITF byl ve dvouhře nejvýše klasifikován v prosinci 1998 na 1. místě a ve čtyřhře pak v témže měsíci na 7. místě. Mezinárodní tenisová federace jej vyhlásila juniorským mistrem světa ve dvouhře pro sezónu 1998.

### 1998–2002: Počáteční období profesionální kariéry

#### 1998–1999: Daviscupový debut a průnik do první stovky
Titul z wimbledonské juniorky 1998 mu zajistil start na premiérovém turnaji okruhu ATP Tour. V červenci 1998 se tak stal profesionálem na gstaadském Swiss Open. V úvodním kole podlehl Argentinci Lucasi Arnoldu Kerovi. Během roku 1998 odehrál pouze tři události nejvyšší mužské úrovně.
První plnohodnotná sezóna na okruhu ATP Tour nadešla s rokem 1999. Během ní obdržel osm divokých karet, včetně French Open 1999, kde nastoupil k premiérové grandslamové dvouhře mezi muži. V prvním kole nestačil na favorizovaného australského hráče Patricka Raftera ve čtyřech setech. V grandslamové čtyřhře debutoval ve Wimbledonu 1999, kde v páru s Australanem Lleytonem Hewittem došli do osmifinále. V něm nestačili na favorizovaný pár Björkman a Rafter.
Nejdále se v sezóně 1999 probojoval na vídeňském turnaji CA-TennisTrophy. V semifinále skončil na raketě pozdějšího britského vítěze Grega Rusedskiho. Ve švýcarském daviscupovém týmu debutoval 2. dubna neuchâtelským utkáním 1. kola Světové skupiny proti Itálii. Družstvu helvetského kříže pomohl k postupu páteční výhrou nad Davidem Sanguinettim.
Poprvé v kariéře pronikl do elitní světové stovky žebříčku ATP 20. září, když mu patřilo 95. místo. Debutové vítězství nad hráčem elitní světové desítky dosáhl na marseillském turnaji, když zdolal pátého tenistu žebříčku Carlose Moyu, který se o měsíc později stal světovou jedničkou.

#### 2000: První finále na okruhu ATP a olympijské semifinále
V sezóně se probojoval do svého prvního finále na okruhu ATP Tour. Na únorovém Open 13 hraném v Marseille jej v utkání o titul porazil krajan Marc Rosset, až v tiebreaku rozhodující sady 6–2, 3–6 a 6–7. Do přímého boje o turnajovou trofej nastoupil na říjnovém Swiss Indoors v rodné Basileji, kde neuspěl se Švédem Thomasem Enqvistem po pětisetové bitvě 2–6, 6–4, 6–7, 6–1 a 1–6. Na grandslamu nejdále došel na French Open, když jej v osmifinále vyřadil španělský antukář Àlex Corretja. Po prohře v úvodním kole s Jevgenijem Kafelnikovem, předvedl nejhorší majorový výsledek roku ve Wimbledonu.
V září reprezentoval Švýcarsko na Hrách XXVII. olympiády v Sydney. Výrazněji na sebe upozornil, když se probojoval až do semifinále dvouhry. V něm podlehl německému olympionikovi Tommymu Haasovi a v následném zápasu o bronz neuspěl s Francouzem Arnaudem di Pasqualem po vyrovnaném průběhu 6–7, 7–6 a 3–6.
Na říjnovém basilejském turnaji si spolu s Dominikem Hrbatým zahrál své premiérové finále čtyřhry na okruhu ATP Tour. V něm však nestačili na americko-jihoafrickou dvojici Donald Johnson a Piet Norval.
V dubnu se tenista rozhodl opustit tréninkové zázemí švýcarského svazu Swiss Tennis a následně se jeho novým osobním trenérem stal Švéd Peter Lundgren, který s hráčem spolupracoval až do konce sezóny 2003. Kondičním koučem byl v prosinci jmenován Pierre Paganini.

#### 2001: Premiérové tituly ATP a vítěz Hopman Cupu
První titul na okruhu ATP Tour si připsal během února. Na halovém turnaji Milan Indoor ve finále zdolal francouzského hráče Juliena Bouttera 6–4, 6–7 a 6–4. V témže měsíci pak po boku Jonase Björkmana vyhrál nizozemský Rotterdam Open a v červenci si společně s Maratem Safinem připsal druhou deblovou trofej z gstaadského UBS Open.
Na turnajích Grand Slamu se poprvé v kariéře probojoval do čtvrtfinále. Nejdříve na French Open, kde nestačil na španělského antukáře Àlexe Corretju. Podruhé skončil mezi poslední osmičkou hráčů na wimbledonském pažitu. Jeho přemožitelem se stal Brit Tim Henman. O kolo dříve sehrál na londýnské trávě památné utkání vysoké kvality proti Petu Samprasovi, které získal ve svůj prospěch po pětisetové bitvě. Duel představoval symbolické předání „wimbledonského žezla“ mezi odcházejícím a nastupujícím šampiónem.
Z finále odešel poražen poprvé na Rotterdam Open, kde jej přehrál Francouz Nicolas Escudé, a podruhé na Davidoff Swiss Indoors, když opět nezvládl zápas s Timem Henmanem.
Debutový start ve švýcarském týmu na Hopmanově poháru proměnil ve vítězství. Spolu s partnerkou, světovou jedničkou Martinou Hingisovou, vyhráli všechny čtyři mezistátní utkání a ve finále si poradili se Spojenými státy, hrajícími ve složení Monika Selešová a Jan-Michael Gambill. V Davisově poháru již plnil roli švýcarské jedničky. Zástupci země helvetského kříže se probojovali do červnového čtvrtfinále Světové skupiny, v němž skončili na raketách francouzských tenistů.

#### 2002: Hamburská výhra v sérii Masters

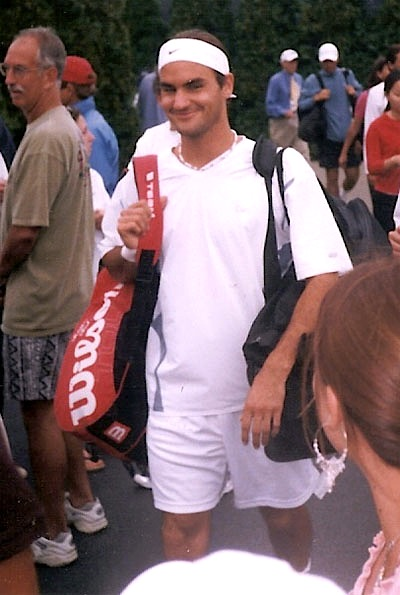
Během US Open

Do profesionální sezóny vkročil lednovým finále sydneyského turnaje Adidas International, na kterém zdolal argentinského hráče Juana Ignacia Chelu 6–4, 6–7 a 6–4. V květnu si po výhře nad Rusem Maratem Safinem 6–1, 6–3 a 6–4 ve finále antukového Hamburg Masters připsal premiérový triumf v sérii Masters. Tento titul znamenal pro Švýcara premiérový průnik do elitní světové desítky v kariéře. Třetí trofej pak slavil v říjnu na vídeňském CA-Tennis Trophy, kde přehrál českého hráče Jiřího Nováka poměrem 6–4, 6–1, 3–6, 6–4. Jako poražený finalista odešel z halového Milan Indoor a miamského Mastersu NASDAQ-100 Open, v němž podlehl Andremu Agassimu.
Na turnajích Grand Slamu se nejdále probojoval do osmifinále. Nejdříve na Australian Open, kde vypadl s Němcem Tommym Haasem. Podruhé mezi poslední šestnáctkou skončil na US Open po porážce od svého stabilního deblového partnera Maxe Mirného.
Dva halové tituly ve čtyřhře získal v páru s Bělorusem Mirným. První si odvezli z únorového Rotterdam Open, kde poprvé na okruhu ATP obhájil titul. I následující rok 2003 se na něm probojoval do finále, ale na hattrick nedosáhl. Druhý triumf pak vybojoval na říjnovém Kremlin Cupu probíhajícím v Moskvě.
Za švýcarský tým podruhé nastoupil do Hopmanova poháru, kde s životní i týmovou partnerkou Mirkou Vavrinecovou nepostoupili ze základní skupiny. V Davisově poháru nepřevedl jako lídr týmu družstvo přes první kolo Světové skupiny, když tenisté helvetského kříže vypadli s Ruskem.
Debutovou účast zaznamenal na závěrečném Turnaji mistrů – Tennis Masters Cupu, kde vyhrál základní Zlatou skupinu. V semifinále jej však zastavila australská světová jednička Lleyton Hewitt po vyrovnaném průběhu 5–7, 7–5 a 5–7.
Na žebříčku ATP sezónu poprvé zakončil v elitní světové desítce, když mu ve dvouhře patřilo 6. místo. Ve čtyřhře figuroval na 25. příčce.

### 2003–2007: Cesta na vrchol a dominance v mužském tenisu

#### 2003: První trofeje z Wimbledonu a Turnaje mistrů
V sezóně si připsal celkově sedm singlových a dva deblové tituly. Nejvýznamnější z nich se stala premiérová grandslamová trofej, kterou získal ve Wimbledonu finálovou výhrou nad Australanem Markem Philippoussisem po třísetovém průběhu 7–65, 6–2 a 7–63.
Zaznamenal také jediné deblové vítězství v sérii Masters během kariéry, když spolu s běloruským hráčem Maxem Mirným triumfovali na floridském Miami Masters. V této sérii se probojoval do jediného finále dvouhry roku – antukového Rome Masters. V bitvě o titul jej těsným rozdílem přehrál španělský antukář Félix Mantilla až v tiebreaku třetí rozhodující sady 10:8. Ve zlaté sérii zvítězil nejdříve v únoru na arabském Dubai Tennis Championships, když si poradil s Čechem Jiřím Novákem. Druhou trofej pak přidal z vídeňského CA-TennisTrophy, kde ve finále zdolal španělského hráče Carlose Moyu 6–3, 6–3 a 6–3.
Nejlepšího životního výsledku v Davisově poháru dosáhl postupem do semifinále Světové skupiny, když jako švýcarská jednička dovedl družstvo k výhrám v prvním kole nad Nizozemskem ve čtvrtfinále s Francií, vždy poměrem 3:2 na zápasy. V semifinále vyřadila zástupce helvetského tenisu Austrálie opět po výsledku 2:3. Páteční dvouhru v Melbourne Parku proti Philippoussisovi vyhrál bez ztráty setu. Následně spolu s Rossetem neuspěli v sobotní čtyřhře a první singlovou porážku v probíhajícím ročníku utržil v neděli od Hewitta, který jej zdolal v této soutěži podruhé.
Poslední trofej sezóny získal na Turnaji mistrů, když na něj v závěrečném utkání nestačil zkušený Američan Andre Agassi po setech 6–3, 6–0 a 6–4. Rok zakončil na 2. pozici žebříčku ATP za Roddickem a před třetím Ferrerem.

#### 2004: Zisk tří grandslamů a světová jednička
Sezóna znamenající začátek Federerovy dominance nad mužským světovým tenisem přinesla Švýcarovi jedenáct výher z jedenácti finále na okruhu. Poté, co se na konci roku 2003 rozešel po několikaleté spolupráci s trenérem Peterem Lundgrenem, odehrál celou sezónu bez kouče. Světovou jedničkou na žebříčku ATP se poprvé stal 2. února, když mu posun do čela zajistily body z vítězného Australian Open.
Ve finále úvodního melbournského grandslamu přehrál Marata Safina 7–6, 6–4 a 6–2. Další čtyři a půl roku setrval na pozici lídra klasifikace a vytvořil tím absolutní tenisový rekord v délce trvání 237 týdnů na prvním místě bez přerušení. Následně triumfoval i ve Wimbledonu, kde si obhajobu titulu zajistil výhrou nad Andy Roddickem 4–6, 7–5, 7–6, 6–4. Třetí major sezóny dobyl na US Open. V rozhodujícím duelu o titul porazil Lleytona Hewitta 6–0, 7–6 a 6–0. Od roku 1988 se tak stal prvním tenistou, který ovládl tři ze čtyř Grand Slamů v jediné sezóně. Naposledy před ním se tento výkon podařil švédskému hráči Matsi Wilanderovi.
V srpnu se zúčastnil athénských Her XXVIII. olympiády. Ve druhém kole mužské dvouhry jej přehrál Čech Tomáš Berdych poměrem 6–4, 5–7 a 5–7. Porážka pro Švýcara znamenala poslední singlovou prohru v sezóně. Zbylých šestnáct utkání dovedl do vítězného konce.
První ze tří titulů série Masters si připsal na antuce Hamburg Masters, kde na něj nestačil Guillermo Coria. Další dva přidal na tvrdých površích v Indian Wells Masters a Canada Masters, když nejdříve v kalifornské bitvě o titul porazil Tima Henmana a v Torontu pak Andyho Roddicka. V kategorii ATP International Series Gold podruhé opanoval dubajský turnaj.
Trofej také obhájil na Turnaji mistrů, kde si ve finále bez potíží poradil s Hewittem 6–3 a 6–2.

#### 2005: Pokračující nadvláda v podobě dvanácti titulů

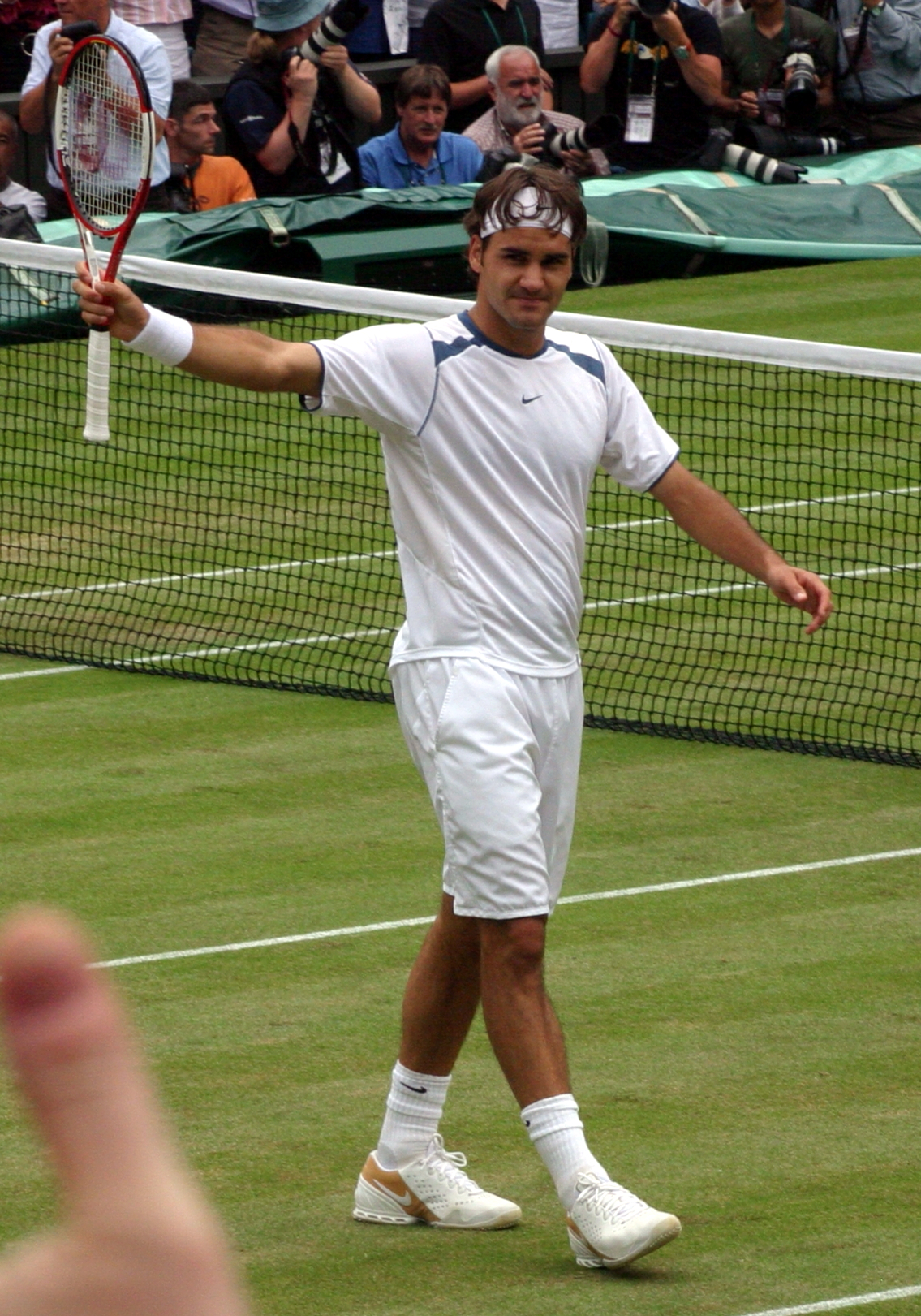
Ve Wimbledonu dosáhl na třetí trofej

V sezóně se mu podařilo obhájit dva Grand Slamy, když ve finále Wimbledonu zdolal Andyho Roddicka 6–2, 7–6, 6–4 a v boji o titul na US Open přehrál veterána Andreho Agassiho 6–3, 2–6, 7–6 a 6–1. Na zbylých dvou turnajích velké čtyřky vypadl v semifinále poté, co jej na Australian Open vyřadil ruský hráč Marat Safin a na pařížském French Open pak Španěl Rafael Nadal.
Ze série Masters si připsal čtyři turnajové vavříny, z toho jeden antukový na Hamburg Masters a tři z amerických betonů v Indian Wells Masters, Miami Masters a Cincinnati Masters. V rámci International Series Gold vyhrál dvě trofeje. Nejdříve na nizozemském Rotterdam Open a následující týden na arabském Dubai Tennis Championships. Jako dvojnásobný obhájce vítězství ze závěrečného Turnaje mistrů hattrick nezískal, když ve finále nestačil na argentinského hráče Davida Nalbandiana. Ve dvouhře tak ukončil sérii 24 finálových výher.
Stejně jako v předešlém ročníku zvítězil na jedenácti událostech dvouhry a k tomu přidal jeden deblový titul z německé trávy Gerry Weber Open, kde startoval po boku krajana Yvse Allegra.
Na žebříčku ATP po celý rok neopustil pozici světové jedničky. Podruhé v řadě byl vyhlášen mistrem světa ITF, nejlepším hráčem okruhu ATP a poprvé také obdržel cenu Laureus pro nejlepšího sportovce světa.

#### 2006: Nejlepší rok kariéry – krok od čistého Grand Slamu

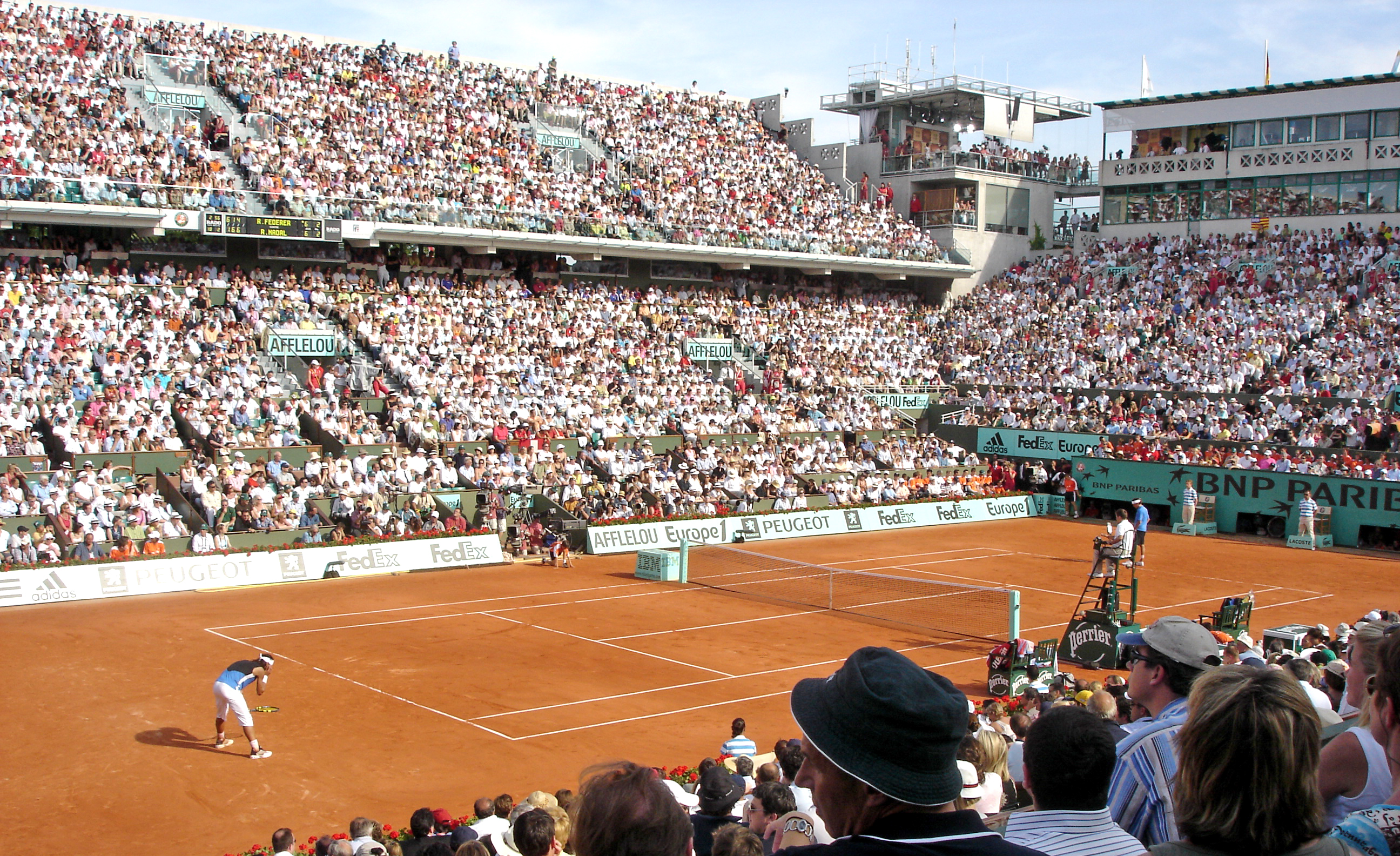
Finále French Open na dvorci Philippa Chatriera, v němž podlehl Nadalovi

Sezóna pro Federera znamenala hráčsky nedominantnější rok celé profesionální kariéry. Podruhé v ní dosáhl na tři Grand Slamy. Během sedmnácti odehraných turnajů na okruhu ATP se na všech probojoval až do finále, s výjimkou srpnového Cincinnati Masters, a dvanáctkrát z bojů o titul odešel jako vítěz.
Ve finále Australian Open porazil Kypřana Marcose Baghdatise 5–7, 7–5, 6–0, 6–2 a následně obhájil další dvě vítězství. První z nich ve Wimbledonu po finálové výhře nad španělským tenistou Rafaelem Nadalem 6–0, 7–6, 6–7, 6–3 a druhé na newyorském US Open, kde přehrál Američana Andyho Roddicka 6–2, 4–6, 7–5 a 6–1. Čistý grandslam mu unikl prohraným finále antukového French Open, v němž nestačil na Nadala. Po Budgeovi a Laverovi se tak nestal třetím tenistou historie, který by dosáhl na tento ojedinělý výkon. Jako první muž od roku 1969 a Laverova výkonu si však zahrál finále všech čtyř majorů.
V sérii Masters se šestkrát probojoval do finále, v nichž čtyřikrát triumfoval na tvrdém povrchu v Indian Wells, Miami, Torontu a Madridu. Ve dvou případech, v Monte Carlu a Římě, jej porazil na antuce favorizovaný Rafael Nadal. V rámci třetí nejvyšší kategorie Zlaté série vyhrál podzimní japonskou událost v Tokiu a v úrovni ATP International Series získal tři trofeje z Dauhá, Halle a Basileje.
Potřetí v kariéře opanoval závěrečnou událost sezóny Turnaj mistrů, když v posledním duelu roku zdolal amerického hráče Jamese Blakea.
V mužské klasifikaci neopustil po celý kalendářní rok pozici světové jedničky, kterou přesvědčivě držel s náskokem několika tisíc bodů před druhým v pořadí Rafaelem Nadalem. Potřetí v řadě byl vyhlášen mistrem světa ITF, nejlepším hráčem okruhu ATP a podruhé obdržel cenu Laureus pro nejlepšího sportovce světa.
V prosinci 2011 označil Stephen Tignor, hlavní editor internetového média Tennis.com, Federerovu sezónu 2006 za druhou nejlepší v otevřené éře, když ji zařadil hned za sezónu 1969 australské legendy Roda Lavera.

#### 2007: Tři grandslamové tituly a finále French Open

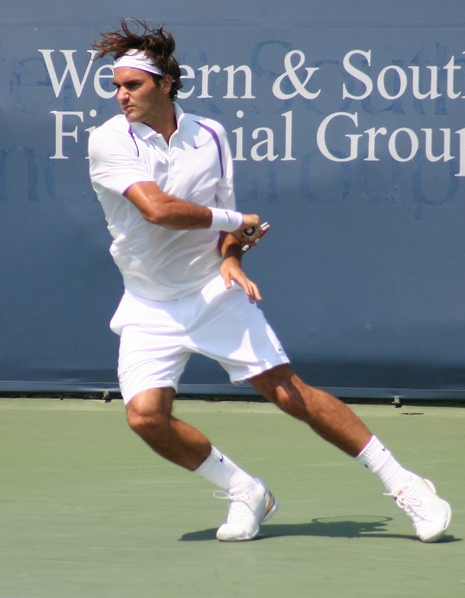
Druhý titul ze Cincinnati Masters vybojoval po výhře nad Blakem

Ve druhé sezóně za sebou zaznamenal účast ve finále všech čtyř Grand Slamů, z nichž jako první tenista historie potřetí získal tři tituly.
Ve finále Australian Open porazil Chilana Fernanda Gonzáleze 7–6, 6–4,´a 6–4. Ve Wimbledonu vyhrál rozhodující utkání opět nad španělským tenistou Rafaelem Nadalem 7–6, 4–6, 7–6, 2–6, 6–2 a svůj čtvrtý kariérní titul na newyorském US Open si připsal v zápase se Srbem Novakem Djokovićem, který skončil 7–6, 7–6 a 6–4. Čistý grandslam mu podruhé unikl o jeden zápas, když prohrál finále antukového French Open, v němž nenašel recept na Nadala. Výsledek čtyřsetového duelu zněl 3–6, 6–4, 3–6 a 4–6. V předchozích čtyřech sezónách tak dokázal vyhrál jedenáct z šestnácti uskutečněných grandslamů.
V sérii Masters se pětkrát probojoval do finále. Připsal si z nich dva triumfy. Nejdříve obhájil titul na hamburské antuce a poté přidal výhru na tvrdém povrchu v Cincinnati. V kategorii ATP International Series Gold ovládl událost v Dubaji a konečně na turnajích ATP International Series vybojoval další obhajobu z basilejského Swiss Indoors.
Počtvrté v kariéře opanoval závěrečnou událost sezóny Turnaj mistrů, když v posledním duelu zdolal španělského hráče Davida Ferrera po hladkém třísetovém průběhu.
Proti Rafaelu Nadalovi odehrál 2. května exhibici „Bitva povrchů“, která proběhla na dvorci z poloviny pokrytého antukou a z druhé části trávou. Dějištěm se stala krytá aréna v Palma de Mallorca. Španěl zvítězil těsným poměrem 7–5, 4–6 a 7–6. Stejný měsíc se basilejský rodák rozešel s koučem Tonym Rochem. Bez trenérského vedení zůstal až do Estoril Open 2008, než se jeho novým koučem v dubnu 2008 stal José Higueras.
Na žebříčku ATP opět po celý rok neopustil pozici světové jedničky, kterou držel před druhým Rafaelem Nadalem. Počtvrté v řadě byl vyhlášen mistrem světa ITF, nejlepším hráčem okruhu ATP a potřetí za sebou obdržel cenu Laureus pro nejlepšího sportovce světa. Na finančních odměnách vydělal 10 130 620 dolarů, nejvyšší peněžní zisk z turnajů během jednoho kalendářního roku.
V prosinci 2011 pak hlavní editor Stephen Tignor z Tennis.com vyhodnotil Federerovu sezónu 2007 za šestou nejlepší v otevřené éře světového tenisu. Vzhledem k výkonům, kterými se prezentoval na dvorcích, a také díky chování mimo ně, jej časopis Time zařadil mezi 100 nejvlivnějších osobností světa. Tenisová legenda a dvojnásobný držitel čistého grandslamu Rod Laver na jeho adresu poznamenal: „Jedna věc je jistá: Je nejlepším hráčem své doby a jedním z nejobdivuhodnějších šampiónů na světě. To je něco, z čeho se lze určitě radovat.“

### 2008–2012: Kariérní Grand Slam, olympijský vítěz a boj o čelo žebříčku

#### 2008: Pátý vavřín na US Open a olympijský vítěz

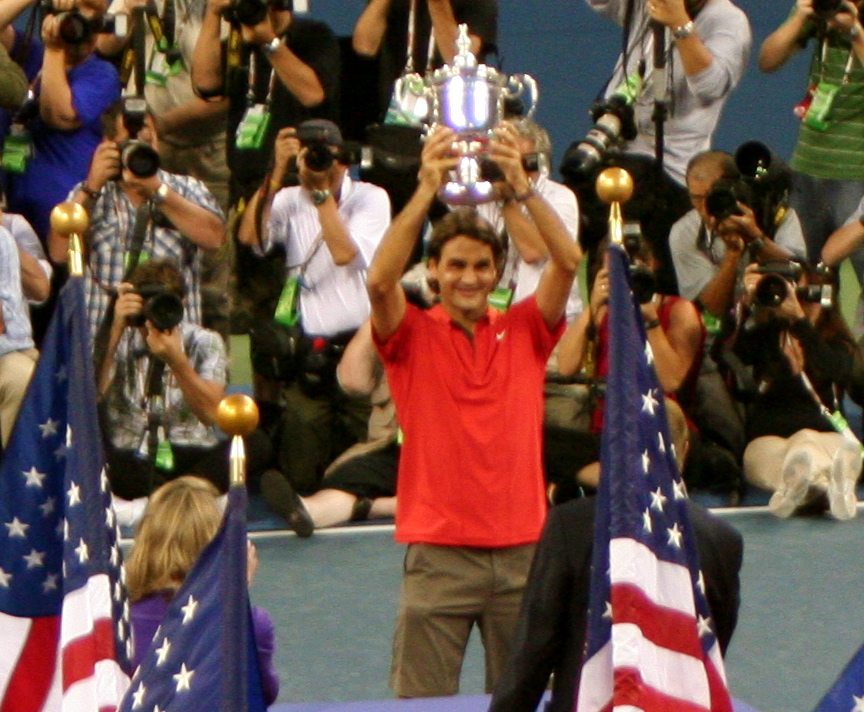
S pohárem „US Open Trophy“ pro vítěze dvouhry na US Open

Během sezóny, v níž ztratil pozici světové jedničky, vyhrál jeden Grand Slam. Na zářijovém US Open porazil ve finále Skota Andyho Murrayho 6–2, 7–5, 6–2 a připsal si pátý titul z Flushing Meadows za sebou. Dvakrát odešel z boje o grandslamový titul poražen. V obou případech jej přehrál španělský hráč Rafael Nadal. Nejdříve mu hladce podlehl na French Open 1–6, 3–6, 0–6, a poté utrpěl první finálovou porážku ve Wimbledonu, kde vyrovnaná pětisetová bitva vyzněla ve prospěch Španěla 6–1, 6–4, 6–7, 6–7 a 9–7. Výhrou tak Federerovi zmařil šanci odpoutat se od rekordní série pěti titulů, které Švýcar držel spolu s Björnem Borgem. Na úvodním melbournském Australian Open byl nad jeho síly v semifinále Novak Djoković, jenž tak ukončil jeho šňůru deseti grandslamových finále bez přerušení. Tímto rekordem se však zapsal do historických statistik mužského tenisu.
V sérii Masters se probojoval do finále antukových turnajů v Hamburku a Monte Carlu, když mu naději na titul v obou případech zmařil Rafael Nadal. V rámci třetí nejvyšší Zlaté série vyhrál tři události, a to na antuce v Estorilu, na trávě v Halle a konečně třetí triumf v řadě si připsal na halové basilejské události.
Na pekingských Letních olympijských hrách vybojoval po boku Stanislase Wawrinky zlatou medaili v mužské čtyřhře. Ve čtyřsetovém finále Švýcaři porazili švédskou dvojicí Simon Aspelin a Thomas Johansson. Ve dvouhře skončil na raketě osmého nasazeného Američana Jamese Blakea mezi posledními osmi hráči.
Na závěrečném Turnaji mistrů poprvé v kariéře nepostoupil ze základní skupiny, když ze tří duelů zvládl jediný proti Radku Štěpánkovi. V konečné klasifikaci ATP tak poprvé od roku 2004 nefiguroval v jejím čele, ale patřilo mu 2. místo za Nadalem.
Přesto obdržel počtvrté za sebou cenu Laureus pro nejlepšího sportovce světa.

#### 2009: Zisk kariérního Grand Slamu a opět prvním hráčem
V sezóně si připsal dvě grandslamové trofeje. Ve finále French Open zdolal Švéda Robina Söderlinga 6–4, 7–6, 7–6 a zkompletoval tak jako šestý hráč historie kariérní grandslam – vítězství ze všech čtyř majorů. Po dvou letech opět triumfoval ve Wimbledonu, v němž po výhře nad Američanem Andym Roddickem v pěti setech 5–7, 7–6, 7–6, 3–6 a 16–14, slavil šestou turnajovou trofej. Titul mu zajistil návrat na pozici světové jedničky, kterou do konce roku neopustil. Wimbledonská trofej znamenala zisk rekordního 15. grandslamu kariéry, čímž na čele překonal 14 titulů Peta Samprase a v tomto parametru se stal nejúspěšnějším mužem historie.
Ze dvou zbylých událostí „velké čtyřky“ odešel jako poražený finalista. Na melbournském Australian Open podlehl španělskému hráči Rafaelu Nadalovi a na závěrečném US Open jeho šňůru pěti titulů v řadě ukončil Argentinec Juan Martín del Potro, až po pětisetovém dramatu.
V sérii Masters proměnil dvě finálové účasti ve vítězství. Na Madrid Open poprvé probíhajícím na antukových dvorcích si poradil s favorizovaným Rafaelem Nadalem. Na tvrdém povrchu letního Cincinnati Masters přehrál Srba Novaka Djokoviće. V rámci nově konstituované třetí nejvyšší kategorie okruhu ATP 500 Series podlehl jako trojnásobný obhájce titulu Djokovićovi ve finále Swiss Indoors.
Na závěrečném Turnaji mistrů se probojoval do semifinále, v němž skončil na raketě ruského hráče a pozdějšího vítěze Nikolaje Davyděnka po třísetovém průběhu. V konečné klasifikaci ATP se po roční pauze vrátil na 1. místo, když vystřídal Rafaela Nadala.
Popáté v kariéře se stal mistrem světa ITF, stejně jako nejlepším hráčem okruhu ATP.

#### 2010: Čtvrtá výhra na Australian Open a pátá z Turnaje mistrů
V sezóně dokázal dobýt jediný Grand Slam, když ve finále melbournského Australian Open zdolal Skota Andy Murrayho. Federer tak zvýšil tenisový rekord na šestnáct grandslamových titulů a čtvrtou trofejí z úvodního majoru se dotáhl na první místo Andreho Agassiho.

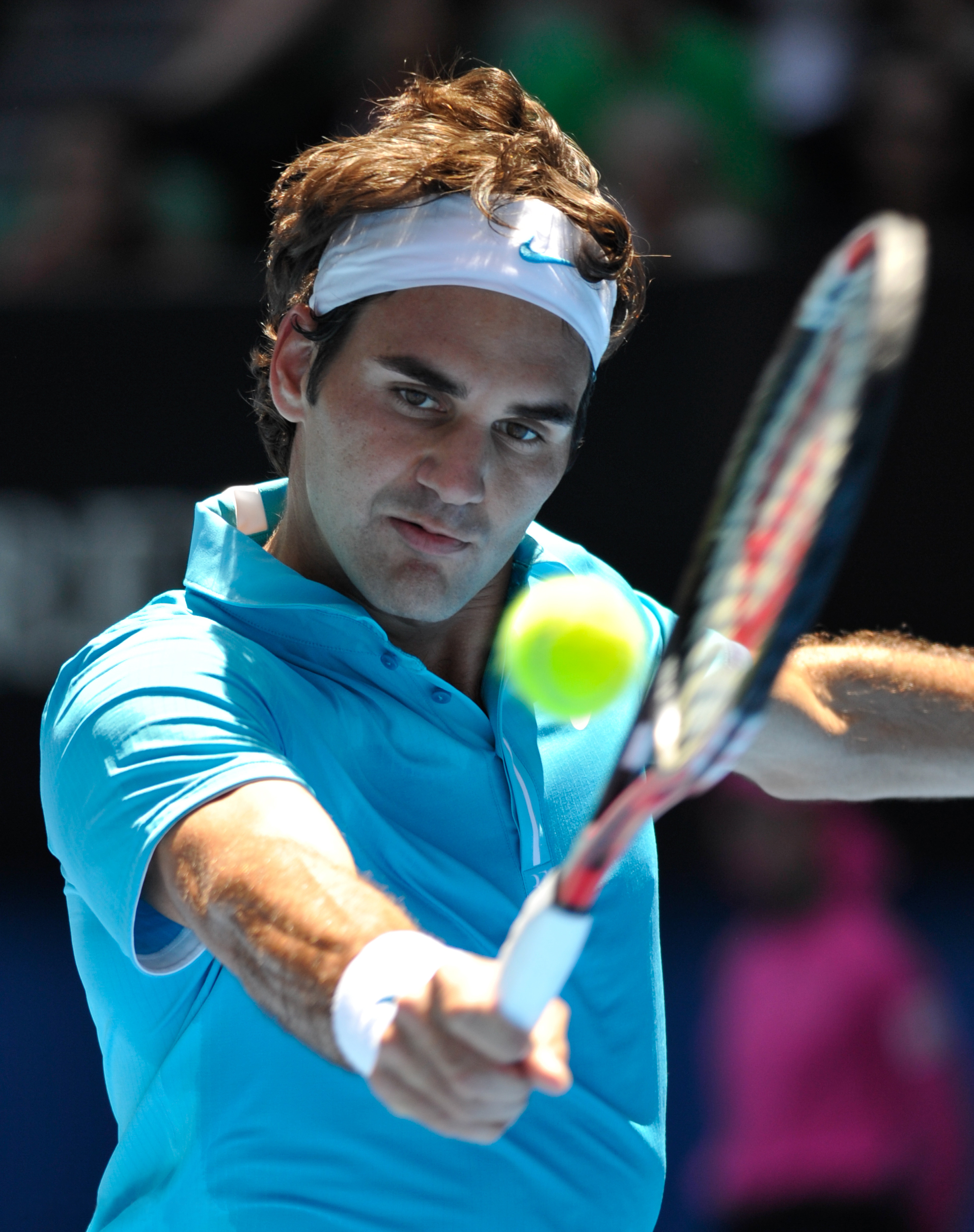
Jediný grandslam sezóny vyhrál na Australian Open

Na dalších třech majorech skončil před branami finále. Vítězství ve třetím kole French Open nad Julianem Reisterem pro něj představovalo jubilejní 700. výhru na okruhu ATP Tour a 150. kariérní výhru na antuce. Následná prohra ve čtvrtfinále se Švédem Robinem Söderlingem, však završila jeho rekordní šňůru dvaceti tří semifinále na Grand Slamu v řadě, dosažených v uplynulých šesti letech. Na absolutní rekord v počtu týdnů strávených na čele světové klasifikace mu scházel jediný, když za Samprasovými 286 týdny jich měl na kontě 285.
Čtyřsetová porážka ve čtvrtfinále Wimbledonu, kde nestačil na českého hráče Tomáše Berdycha, znamenala ukončení další rekordní šňůry, a to sedminásobné účasti ve wimbledonském finále za sebou. Po londýnském majoru klesl na 3. místo žebříčku – nejnižší postavení od 10. listopadu 2003, kdy mu patřila stejná příčka.
Během série US Open na amerických betonech se v červenci stal jeho novým trenérem Paul Annacone, dlouholetý kouč Samprase, který měl za cíl zlepšit jeho formu. Na US Open Federer prošel do sedmého semifinále v řadě. Z pětisetové bitvy proti srbskému hráči Novaku Djokovićovi odešel poražen, když promarnil nabídku dvou mečbolů na jeho ukončení.
V kategorii Masters proměnil čtyři finálové účasti v jediný triumf. Počtvrté v kariéře zvítězil na Cincinnati Masters, když v posledním utkání zdolal Američana Mardyho Fishe. Sedmnáctým titulem na Masters vyrovnal Agassiho výkon a touto 63. trofejí kariéry zaostával jednu turnajovou výhru za Borgem a Samprasem. Třikrát, z turnajů Madrid Open, Canada Masters a Shanghai ATP Masters 1000 odešel naopak ze závěrečného duelu poražen. V kategorii ATP 500 Series docílil čtvrtého vítězství na Swiss Indoors v rodné Basileji.
Na závěrečném Turnaji mistrů vyhrál popáté v kariéře, když ve finále zdolal Španěla Rafaela Nadala 6–3, 3–6 a 6–1. V konečné klasifikaci mu patřilo 2. místo poté, co dokázal třemi tituly z podzimní části sezóny předstihnout Novaka Djokoviće.

#### 2011: Rekordní šestý titul na Turnaji mistrů

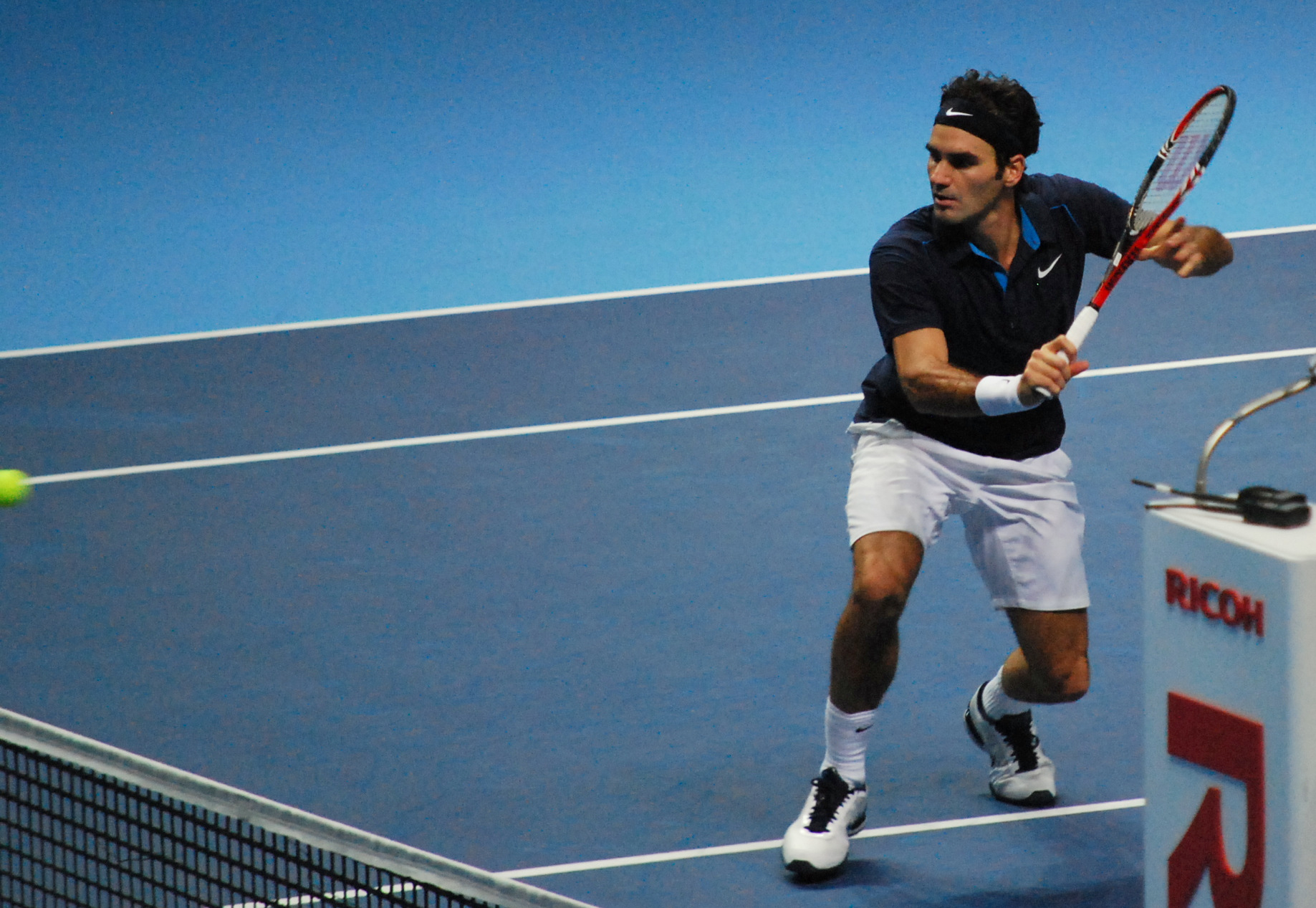
Rekordní šestý titul získal na Turnaji mistrů konaném v Londýně

V sezóně, kdy překročil třicátý rok života, nevyhrál poprvé od roku 2002 žádný Grand Slam. Na Australian Open vyrovnal osmifinálovou výhrou nad Španělem Tommym Robredem rekord Jimmyho Connorse v počtu 27 čtvrtfinálových účastí na Grand Slamu bez přerušení. V semifinále jej však zastavil Srb Novak Djoković. Nejlepšího výsledku roku dosáhl na antukovém French Open, když v semifinálové fázi ukončil 43zápasovou šňůru Djokoviće bez porážky, aby v následném boji o titul podlehl Rafaelu Nadalovi.

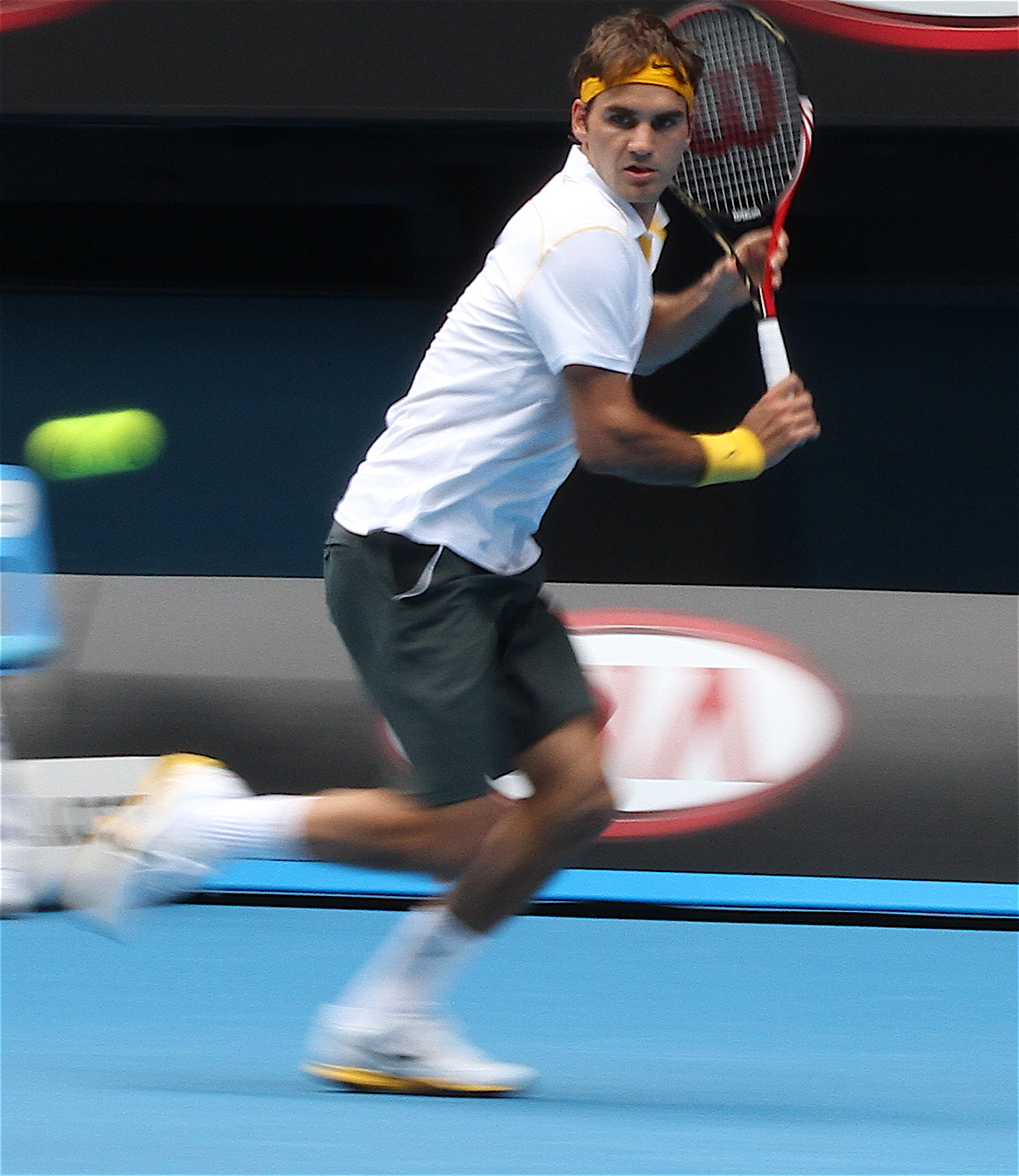
Příprava bekhendu na Australian Open

Na wimbledonském pažitu zaznamenal nejhorší výsledek roku v rámci turnajů „velké čtyřky“, když vypadl ve čtvrtfinále s devatenáctým hráčem světa Jo-Wilfriedem Tsongou. Ze 179 odehraných grandslamových duelů tak poprvé v kariéře ztratil zápas při vedení 2–0 na sety.
Pocitu „déjà vu“ mohl nabýt na US Open, kde postoupil do rekordního třicátého čtvrtfinále majoru za sebou. V semifinále jej v pětisetové bitvě vyřadil Novak Djoković, když rozhodující dějství vyznělo ve prospěch Srba poměrem 7–5 a basilejský rodák opět nedokázal proměnit dva mečboly. Všechny tyto atributy mělo i vzájemné semifinále na předchozím ročníku Flushing Meadows. Federer navíc podruhé za sebou ztratil vedení 2–0 na sety v grandslamovém turnaji. Během září byla zveřejněna globální studie agentury Reputation Institute, konaná ve 25 státech, podle níž byl Federer hodnocen jako druhý nejdůvěryhodnější a nejuznávanější člověk světa, za prvním Nelsonem Mandelou a před třetím Billem Gatesem.
V kategorii Masters získal švýcarský hráč jediný titul z pařížské haly Bercy na Paris Masters. Ve finále zůstal na jeho raketě Francouz Tsonga. Ze dvou utkání o titul v kategorii ATP 500 Series si připsal rekordní páté vítězství na basilejském Swiss Indoors a únorový Dubai Tennis Championships opustil jako poražený finalista. Triumfem pro něj skončila úvodní událost sezóny Qatar ExxonMobil Open v katarském Dauhá, která byla součástí kategorie ATP 250 Series.
Z halového turnaje Shanghai ATP Masters v čínské Šanghaji se omluvil pro zranění. Následkem toho neobhájil 600 bodů z minulého roku a na žebříčku ATP klesl na 4. příčku. Téměř po osmi a půl letech, poprvé od červnového Wimbledonu 2003, se tak ocitl mimo nejlepší trojici světových hráčů.
Závěrečnou událostí se pro něj již tradičně stal Turnaj mistrů konaný v Londýně. Ve skupině B porazil všechny tři soupeře Jo-Wilfrieda Tsongu, debutanta Mardyho Fishe a svého velkého rivala Rafaela Nadala. V semifinále přešel přes druhého ze skupiny A Davida Ferrera. Ve svém jubilejním 100. finále na okruhu ATP zdolal podruhé na turnaji Tsongu 6–3, 6–7, 6–3 a připsal si celkově 70. titul kariéry. Šestým triumfem na poslední události sezóny ustanovil nový rekord v počtu výher, když se odpoutal od pěti titulů Lendla a Samprase. Současně se také dotáhl na Lendlův rekord v absolutním počtu 39 vítězných utkáních na Turnaji mistrů. Výhrou ve třiceti letech se stal nejstarším šampiónem od jeho založení v roce 1970. Aktuální sérii neporazitelnosti prodloužil na 17 zápasů a vrátil se na 3. místo světové klasifikace.

#### 2012: Posedmé wimbledonským vítězem

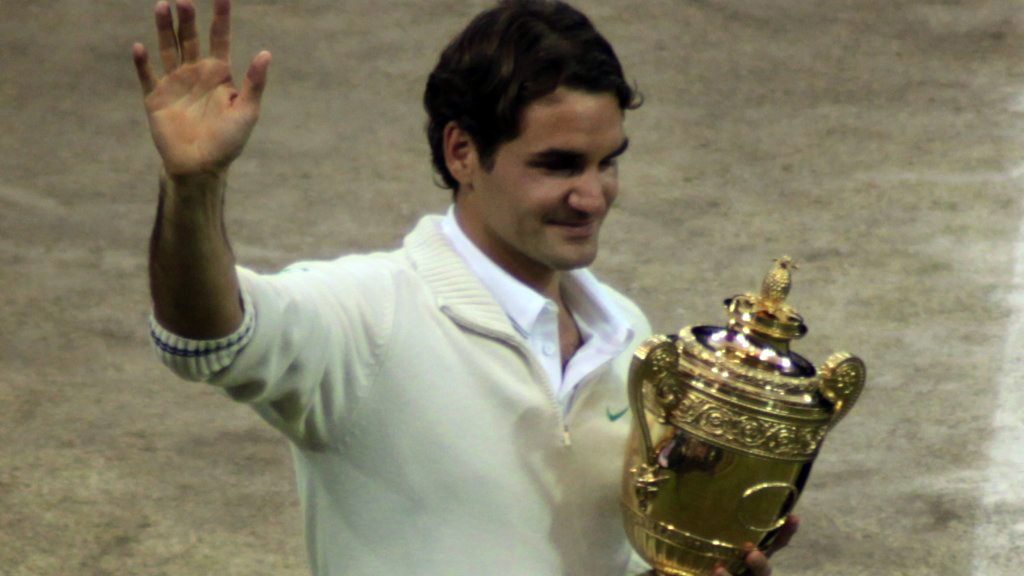
Rekordní sedmou wimbledonskou trofejí dosáhl na 17. grandslam kariéry

V sezóně získal dosud poslední grandslamový titul, když se jako druhý mužský tenista historie po Williamu Renshawovi probojoval do osmého finále Wimbledonu. V něm porazil skotského hráče Andyho Murrayho poměrem 4–6, 7–5, 6–3 a 6–4. Sedmou wimbledonskou trofejí se dotáhl na Peta Samprase a svým 17. titulem z Grand Slamu ustanovil nový historický rekord mužského tenisu. Stal se také nejstarším finalistou londýnského turnaje od roku 1984, kdy do závěrečného utkání postoupil Jimmy Connors, a nejstarším vítězem od titulu Arthura Ashe v roce 1975. Získané body jej katapultovaly do čela světové klasifikace. Při červencovém nástupu na „tenisový trůn“ ztrácel jediný týden na Samprasův rekord 286 týdnů. Světové klasifikaci vévodil nepřetržitě dalších 16 týdnů až do konce října, čímž ustanovil nový absolutní rekord v počtu 302 týdnů strávených na pozici prvního hráče světa.

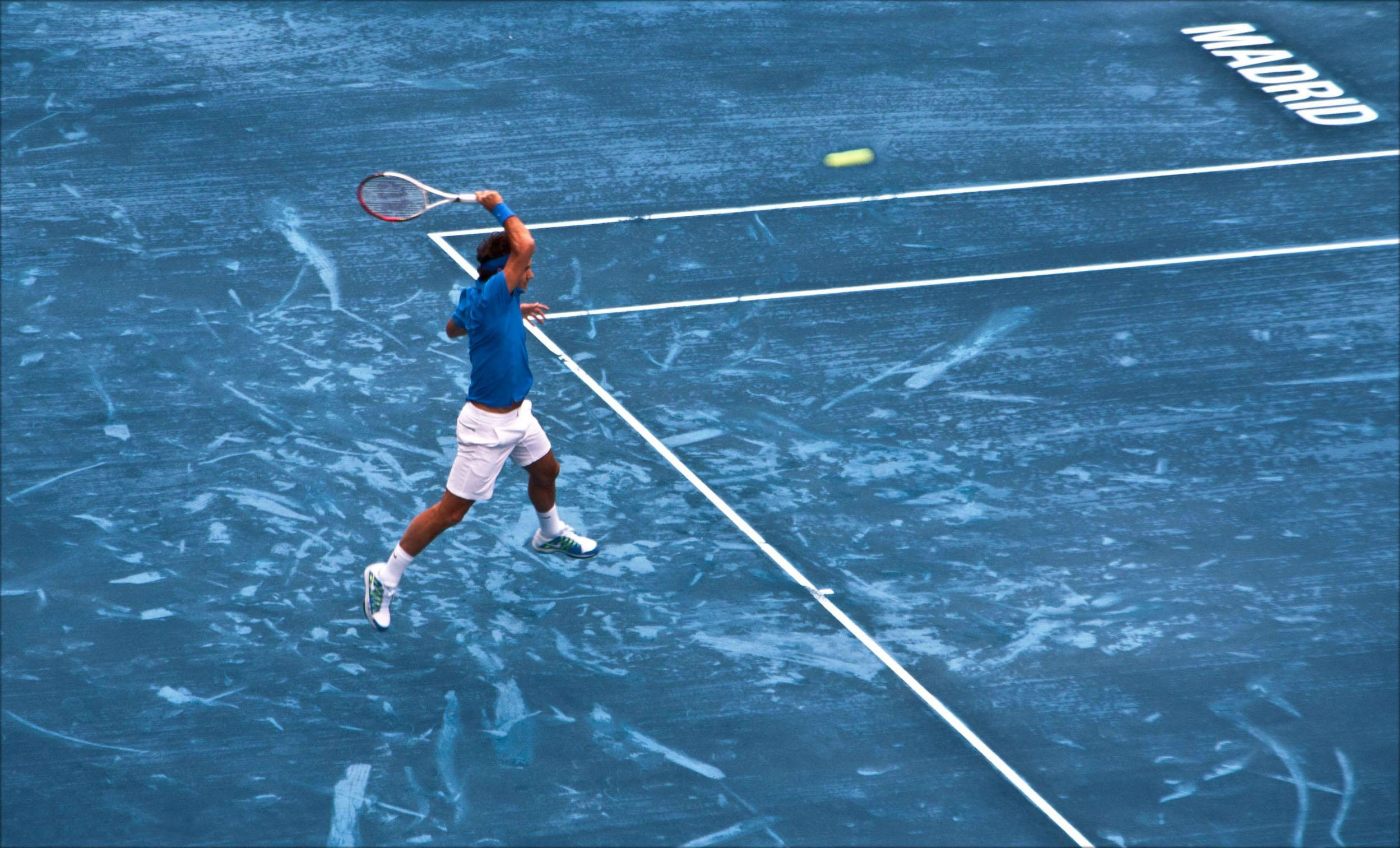
Na Madrid Open se stal prvním tenistou, který zvítězil na turnaji hraném na modré antuce

Na Australian Open postoupil jako první třicátník od dob Agassiho do semifinále, kde jej vyřadila světová dvojka Rafael Nadal. Španěl tak ukončil jeho 24zápasovou šňůru neporazitelnosti, kterou zahájil v září 2011. Antukové French Open představovalo již 32. čtvrtfinálovou Švýcarovu účast na Grand Slamu bez přerušení. Na pařížské antuce však skončil v semifinále na raketě Novaka Djokoviće. Na posledním majoru sezóny US Open mu pak stopku vystavil sedmý tenista světové klasifikace Tomáš Berdych ve čtvrtfinálové fázi.
Necelý měsíc po Wimbledonu proběhl na travnatých dvorcích All England Clubu tenisový turnaj Her XXX. letní olympiády v Londýně. Singlovou soutěží prošel až do finále. Pošesté v probíhající sezóně se střetl s Argentincem Juanem Martínem del Potrem, tentokrát v semifinále. Federer utkání vyhrál až ve třetí rozhodující sadě poměrem gamů 19–17. Rekordně dlouhé utkání se zapsalo do historických tabulek, když se stalo nejdelším zápasem hraným na dvě vítězné sady v otevřené éře tenisu. Jeho doba trvání činila 4 hodiny a 26 minut. V boji o zlatý olympijský kov však podlehl britskému reprezentantu Andymu Murraymu hladce 2–6, 1–6 a 4–6, což znamenalo zisk stříbrné medaile. Po pekingském zlatu vstupoval se Stanislasem Wawrinkou do soutěže mužské čtyřhry v roli obhájce titulu. Švýcarský pár skončil ve druhé fázi, když jej vyřadila dvojice izraelských deblových specialistů Jonatan Erlich a Andy Ram.
V sérii Masters basilejský rodák vybojoval tři vítězství, když jako první tenista historie vyhrál turnaj hraný na modré antuce – španělský Mutua Madrileña Madrid Open. Svou účastí ve 32. finále této série vytvořil nový rekord, když se odpoutal od Ivana Lendla. V madridském finále si poradil s Tomášem Berdychem a dotáhl se na rekordních dvacet Nadalových trofejí v Masters, počítaných od roku 1990. Další dvě trofeje si odvezl z amerických betonů. Po šestileté pauze vybojoval nejdříve na Indian Wells Masters čtvrtý turnajový triumf a poté zvítězil na srpnovém Cincinnati Masters. Na tomto turnaji získal rekordní pátý titul, když v celém jeho průběhu neztratil žádnou sadu a dokonce ani jednou neprohrál své podání.
Ve třetí nejvyšší kategorii ATP 500 Series docílil v zimní fázi sezóny dvou výher. První přišla na nizozemském Rotterdam Open. Následovalo jeho páté vítězství na arabském turnaji Dubai Tennis Championships. Naopak šestou trofej ze Swiss Indoors nezískal, když jej ve finále přehrál Juan Martín del Potro až v tiebreaku rozhodující sady.
Podruhé v kariéře odjížděl jako poražený finalista ze závěrečného Turnaje mistrů, kde po nezvládnutých koncovkách obou setů 6–7 a 5–7, nestačil v rozhodujícím duelu soutěže na světovou jedničku Novaka Djokoviće. Srbský hráč tak ukončil jeho 12zápasovou neporazitelnost na závěrečné události roku. Federer završil sezónu na 2. příčce světové klasifikace právě za Djokovićem.

### 2013–2016: Kolísavá forma a herní výpadek pro zranění

#### 2013: Nejhorší sezóna za více než dekádu a jediný titul

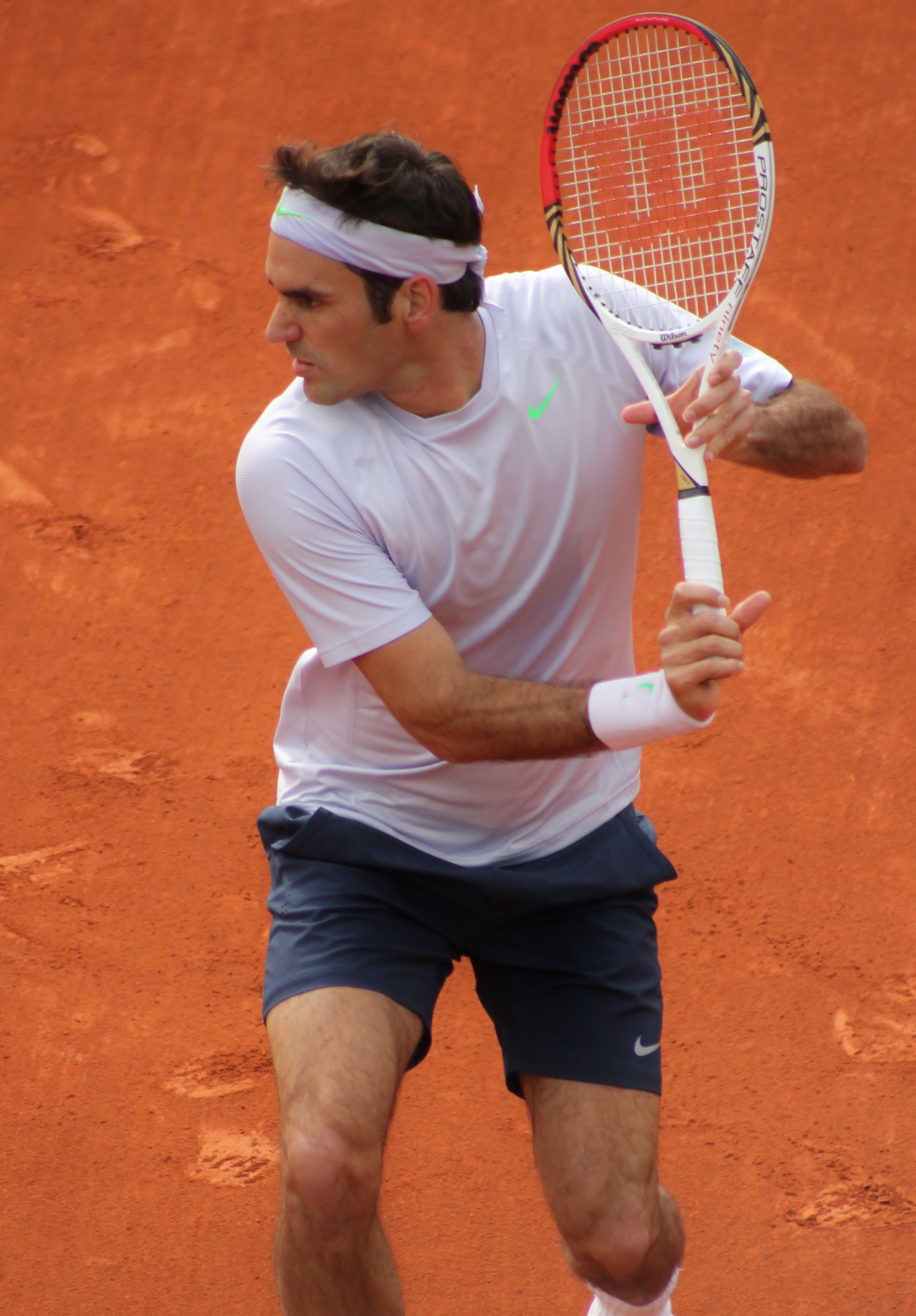
Bekhend během tréninku French Open

Sezóna znamenala výsledkově nejhorší bilanci od roku 2001. Švýcar dosáhl na jediný titul z halleského Gerry Weber Open po finálové výhře nad Michailem Južným. Tím si z dvouhry připsal 77. kariérní trofej a zařadil se na 3. místo statistik otevřené éry po bok Američana Johna McEnroea.
Na Grand Slamu se probojoval nejdále do čtvrtfinále French Open, v němž nestačil na Jo-Wilfrieda Tsongu. Naopak nejkratší účinkování prožil na travnatém Wimbledonu. Během tzv. „černé středy“ skončil již ve druhém kole na raketě Ukrajince Sergije Stachovského z druhé světové stovky. Poprvé od roku 2002 si tak nezahrál žádné finále na turnajích velké čtyřky. Bodová ztráta způsobila, že po srpnovém Cincinnati Masters klesl na 7. místo žebříčku ATP, nejhorší postavení za posledních jedenáct let kariéry.
Jako poražený finalista odešel z římského Internazionali BNL d'Italia po prohře s Nadalem a z halového Swiss Indoors v rodné Basileji, kde nestačil na Argentince Juana Martína del Potra. Přesto účast v přímém boji o titul na basilejské události znamenala vyrovnání Villasova rekordu otevřené éry, když se Federer probojoval desetkrát do finále jediného turnaje.
Pojedenácté v řadě si zahrál semifinále Turnaje mistrů, kde jej vyřadila světová jednička a velký soupeř na okruhu Rafael Nadal. Zisk 400 bodů znamenal konečnou 6. příčku ve světové klasifikaci.

#### 2014: Deváté wimbledonské finále, šestý titul z Cincinnati a vítěz Davis Cupu
Poprvé v kariéře vstoupil do sezóny účastí na Brisbane International, když tento úmysl byl zveřejněn 24. července 2013. Jako turnajová jednička v soutěži dvouhry postoupil přes Francouze Jérémy Chardyho do finále. V něm podlehl bývalému prvnímu hráči žebříčku Lleytonu Hewittovi ve třech setech. Spolu s  Nicolasem Mahutem si zahrál také čtyřhru, v níž došli do semifinále. Na Australian Open vstupoval z pozice šestého nasazeného. Padesátou sedmou grandslamovou účastí v řadě vytvořil nový tenisový rekord. Po čtvrtfinálové výhře nad světovou čtyřkou Andym Murraym skončil v semifinále na raketě prvního nasazeného Rafaela Nadala, bez jediného získaného setu.

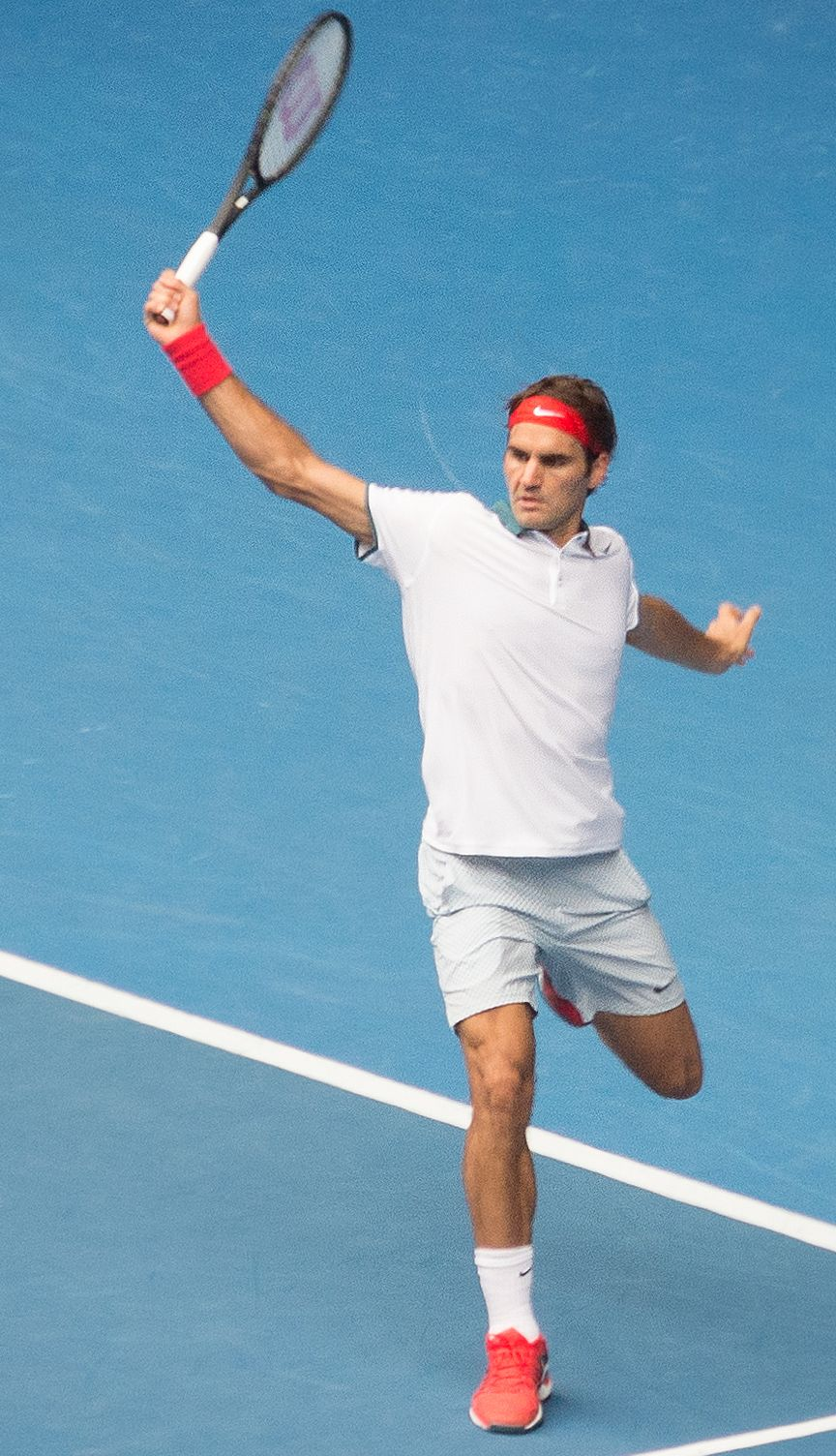
Na Australian Open dohrál v semifinále

Na přelomu února a března odehrál Dubai Duty Free Tennis Championships. V semifinále zdolal jednoho z velkých soupeřů Novaka Djokoviće, čímž zvýšil vzájemný poměr výher a proher na 17–15. Ve finále si poradil s Tomášem Berdychem ve třech setech a odvezl si celkově šestou dubajskou trofej. Federer vybojoval 78. titul na okruhu ATP, čímž se na třetím místě otevřené éry osamostatnil od Johna McEnroea. Vyhraným turnajem ve čtrnácté sezóně bez přerušení také vyrovnal rekord Ivana Lendla. Na Indian Wells Masters prohrál ve finále se Srbem Novakem Djokovićem, když o vítězi rozhodl až tiebreak závěrečné sady. Ani čtvrté finále na Monte-Carlo Masters neproměnil v titul poté, co jej v něm porazil krajan Stan Wawrinka. S ním vytvořil silný švýcarský tým v Davis Cupu a po výhrách nad Srbskem a Kazachstánem, postoupili do zářijového semifinále proti Itálii, čímž vyrovnal své kariérní maximum. Na antukovém French Open zaznamenal nejhorší výsledek od sezóny 2004, když po pětisetové bitvě vypadl s Lotyšem Ernestsem Gulbisem ve čtvrtém kole.
Na Gerry Weber Open se podeváté probojoval do finále dvouhry, v němž navýšil rekordní počet halleských titulů na sedm. Ve vyrovnaném průběhu proti 69. kolumbijskému hráči žebříčku Alejandru Fallovi zvládl tiebreaky obou setů. Do boje o titul pronikl také ve čtyřhře po boku krajana Chiudinelliho. Ve finále však podlehli německo-rakouským deblovým specialistům Begemannovi s Knowlem. Deváté wimbledonské finále si zahrál proti nejvýše nasazené světové dvojce Novaku Djokovićovi, jenž v pětisetové bitvě proměnil třetí mečbol. Stejně jako v roce 2008 tak Švýcar odešel poražen.

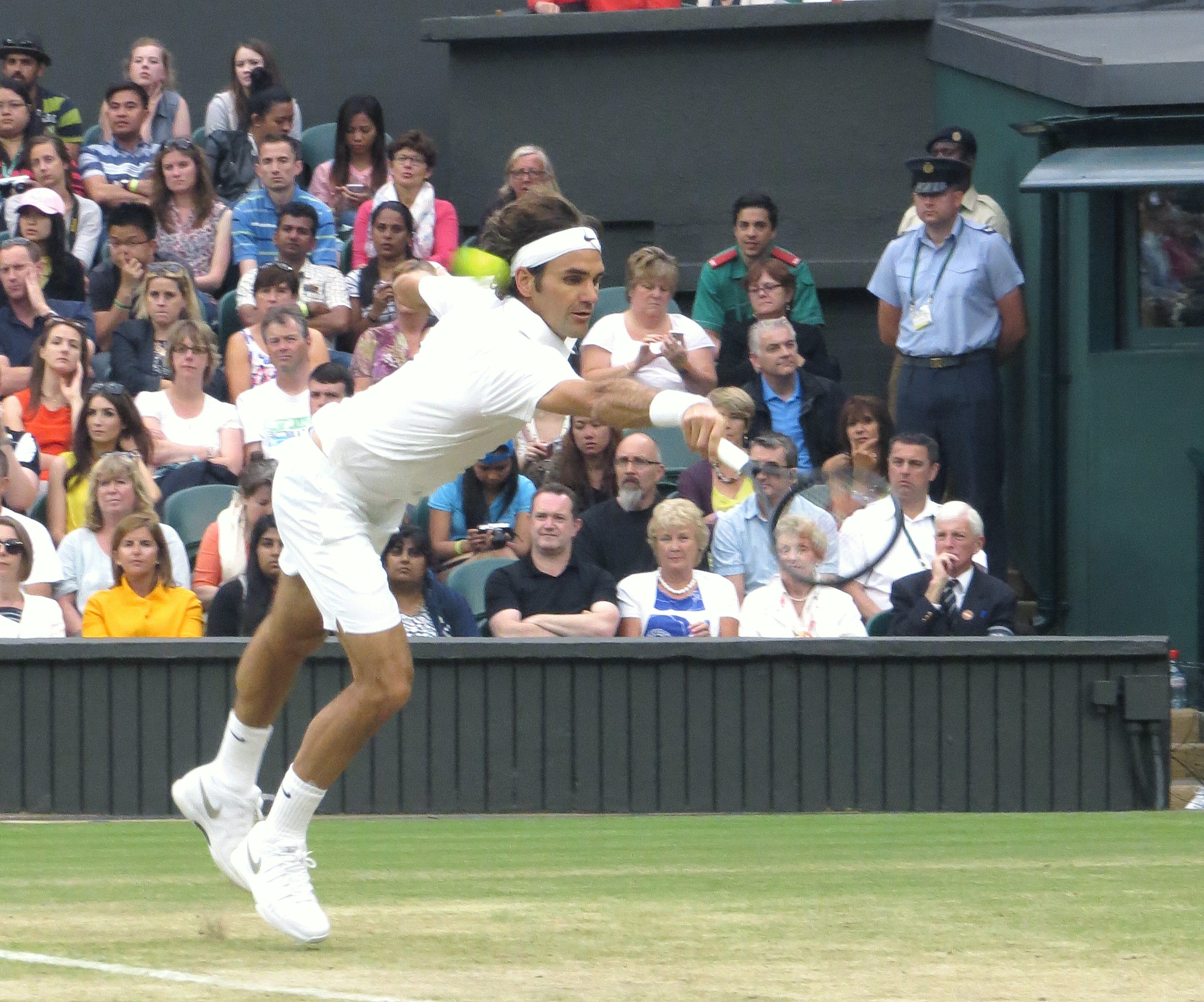
Ve Wimbledonu postoupil do 9. finále

Popáté v roce nezvládl přímý boj o titul na letním Canada Masters, kde jej zdolal Francouz Jo-Wilfried Tsonga. Po dvou letech si připsal titul ze série Masters, když triumfoval opět na Western & Southern Open po finálové výhře nad Davidem Ferrerem, s nímž udržel neporazitelnost. Rekordní počet titulů ze Cincinnati Masters tak navýšil na šest. Vítězstvím ve druhém kole nad Vaskem Pospisilem se také stal prvním tenistou, který dosáhl na 300 výher ze série Masters. Po turnaji měl zápasovou bilanci v této kategorii 304–89. Na US Open prošel poprvé od roku 2011 do semifinále, když otočil čtvrtfinále s Gaëlem Monfilsem, aby jej v semifinále vyřadil pozdější vítěz Marin Čilić. Čtvrtý titul roku završil říjnovou výhrou nad Francouzem Gillesem Simonem ve finále Shanghai Masters, čímž dosáhl první trofeje na čínské půdě od roku 2007 a připsal si 23 turnajový vavřín ze série Masters. Po výhře nad Belgičanem Davidem Goffinem získal šestý titul na Swiss Indoors. Jedenáctým finále z této události vytvořil nový mužský rekord otevřené éry tenisu jako hráč, který se probojoval do nejvíce finále konkrétního turnaje.
Na Turnaji mistrů vytvořil třináctou účastí v řadě nový rekord. Podvanácté na něm postoupil do semifinále a podeváté do finále, čímž v obou případech vyrovnal Lendlův rekordní zápis. Před závěrečným duelem s Djokovićem však odstoupil pro potíže se zády. O týden později slavil s daviscupovým týmem Švýcarska triumf ve finále Světové skupiny, v němž porazili Francii 3:1 na zápasy. Švýcaři tak poprvé v historii zvedli nad hlavu „salátovou mísu“ pro šampiony Davisova poháru.

#### 2015: Osmá trofej na Halle Open a 1000. výhra na ATP Tour
Do sezóny vkročil titulem na Brisbane International, když ve finále přehrál Raonice. Daný zápas znamenal 1000. výhru v profesionálním tenisu, čímž se zařadil po bok Connorse a Lendla, a současně se stal prvním mužem otevřené éry, jenž vyhrál trofej v 15 sezónách za sebou.

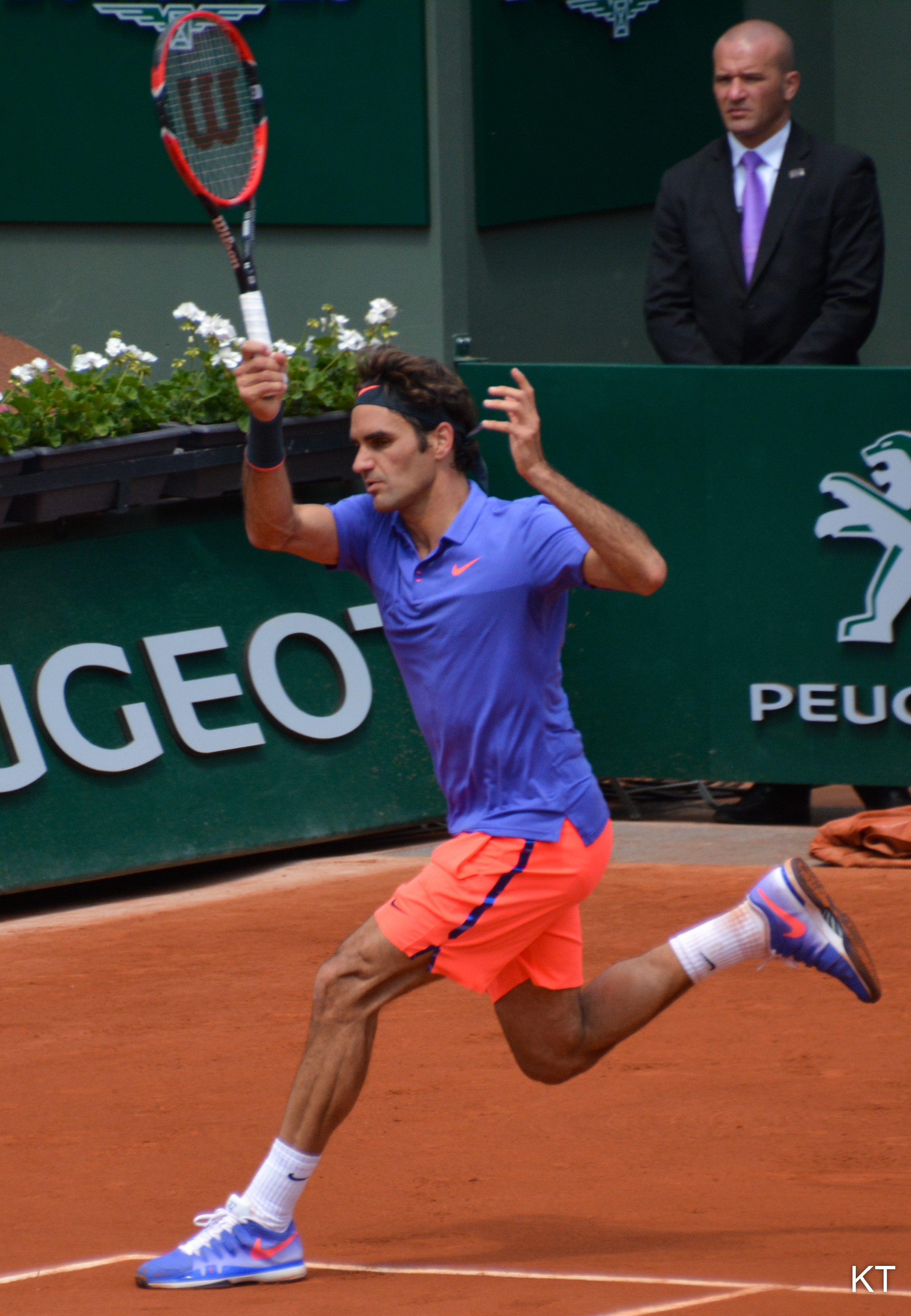
Forhend na Roland Garros

Na Australian Open vypadl poprvé po čtrnácti letech již ve třetím kole, když překvapivě nestačil na Itala Andrease Seppiho, s nímž měl předchozí bilanci 10:0 na zápasy. Rekordní sedmou trofej dobyl na Dubai Tennis Championships, když ve finále zdolal světovou jedničku Novaka Djokoviće a jako čtvrtý muž překonal hranici 9 000 es. Na navazující březnové události Indian Wells Masters mu Srb oplatil čerstvou prohru v přímém boji o turnajovou trofej.
Po třech letech vyhrál antukový turnaj, když ovládl úvodní ročník Istanbulu Open po finálové výhře nad Urugaycem Pablem Cuevasem. Turecko se pro něj stalo 19. státem, z něhož si odvezl titul. Podruhé v roce odešel poražen od Djokoviće ve finále, když mu podlehl na římské antuce Internazionali BNL d'Italia. Odměna 308 tisíc eur znamenala, že se stal prvním tenistou historie, který vydělal více než 90 milionů dolarů. Ve čtvrtfinále French Open vypadl s osmým nasazeným krajanem a pozdějším vítězem Stanem Wawrinkou, který tak snížil pasivní poměr vzájemných duelů na 3–16. Rekordní osmou trofej dobyl na halleském Gerry Weber Open poté, co podruhé v roce zdolal Andrease Seppiho. Stal se tak teprve třetím mužem open éry, jenž stejný turnaj ovládl nejméně osmkrát.
Ve Wimbledonu postoupil, ve věku 33 let, do rekordního desátého finále jako nejstarší finalista od roku 1974 a tehdy 39letého Kena Rosewalla. Stejně jako v předchozím ročníku v něm podlehl Novaku Djokovićovi po čtyřsetovém průběhu. Rekordní sedmý vavřín si odvezl ze Cincinnati Masters, kde ve finále oplatil porážku Djokovićovi. Poprvé na jediném turnaji porazil světovou jedničku i dvojku v navazujících zápasech a podruhé během pěti kol neztratil žádný set ani podání. V sérii bez ztracené sady pokračoval na cestě do finále US Open. Mezi poslední čtveřicí hráčů vyřadil pátého muže žebříčku Stana Wawrinku. V přímém souboji o titul však nenašel, po čtyřsetovém průběhu, recept na Novaka Djokoviće. V newyorském finále se Švýcar objevil poprvé od roku 2009, a celkově posedmé. Ve finále Swiss Indoors se ve dvanácté sezóně za sebou potkal s Rafaelem Nadalem, jehož zdolal po třech a půl letech a šňůře pěti porážek. Navýšil tak svůj rekord open éry dvanáctým finále na jediném turnaji a desátým v řadě.
Rekordní čtrnáctou účast v řadě na závěrečné události roku, londýnském ATP World Tour Finals, proměnil v desátý postup do finále, z něhož odešel poražen od světové jedničky Novaka Djokoviće. Z osmi vzájemných utkání v roce jej zdolal třikrát. V základní skupině Turnaje mistrů přitom výhrou nad Srbem přerušil jeho šňůru 38zápasové neporazitelnosti na krytých dvorcích. Sezónu podruhé v kariéře, stejně jako v roce 2011, zakončil na 3. místě žebříčku ATP za Novakem Djokovićem a Andym Murraym.

#### 2016: Nejvíce vyhraných dvouher na Grand Slamu a červencový konec sezóny

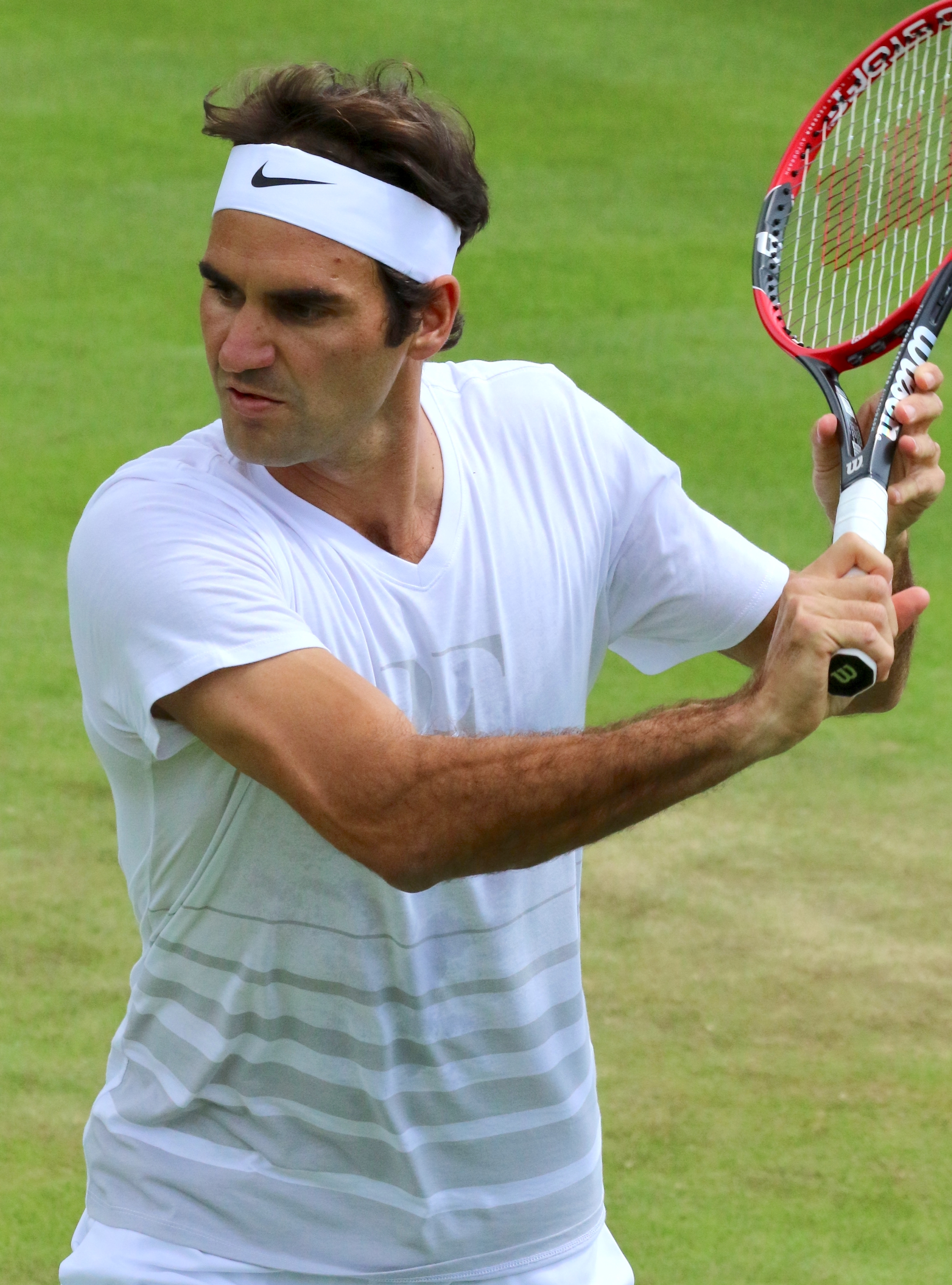
V rekordním jedenáctém semifinále Wimbledonu poprvé nalezl přemožitele, když jej vyřadil Milos Raonic

Sezónu rozehrál jako obhájce trofeje a nejvýše nasazený na lednovém Brisbane International. V repríze předchozího finále mu Kanaďan Milos Raonic oplatil rok starou porážku. Na Australian Open odešel posedmé v kariéře poražen v semifinále, když nestačil na prvního hráče žebříčku Novaka Djokoviće. Srb jej zastavil na třetím majoru v řadě. Den po semifinále Australian Open si při napouštění vany dětem přivodil poranění kolene. Na počátku února ve Švýcarsku podstoupil artroskopický operační výkon natrženého menisku se zhruba měsíčním plánovaným výpadkem. Mimo původní plán zařadil do programu dubnový Monte-Carlo Rolex Masters, jímž se vrátil na okruh. Ve čtvrtfinále vypadl s Jo-Wilfried Tsongou. Odstoupením z French Open pro bolest zad stanovil nový rekord otevřené éry 65 účastmi v hlavních soutěžích Grand Slamu bez přerušení.
Na travnatém MercedesCupu zdolal ve druhém kole Taylora Fritze, čímž se posunul na 2. místo statistik otevřené éry v počtu vítězných zápasů. Jednalo se o jeho 1 072 výhru, kterou o jedno utkání překonal Ivana Lendla. V semifinále skončil na raketě Dominica Thiema a podruhé tak prohrál zápas na trávě, v němž neproměnil mečbol. Navazující Gerry Weber Open znamenal první porážku od teenagera po téměř deseti letech a nezvládnutém semifinále s 19letým Alexandrem Zverevem. Ve Wimbledonu dokázal otočit průběh čtvrtfinále proti Čilićovi z 0–2 na sety. Celkově 307. vítězným zápasem na Grand Slamu překonal historický rekord Martiny Navrátilové v počtu výher a vyrovnal také rekordních jedenáct účastí Connorse v semifinále. Premiérově však v této fázi londýnského majoru nalezl přemožitele, když jej zdolala světová sedmička Milos Raonic v pěti setech.
Pro pokračující problémy s levým kolenem ukončil 26. července poprvé v kariéře předčasně sezónu, čímž vynechal i plánované olympijské hry a US Open. Plně se tak chtěl věnovat rekonvalescenci a uzdravit se, aby mohl na okruhu působit ještě několik dalších let. Završil tím rekordní šňůru otevřené éry, když v patnácti sezónách za sebou vyhrál alespoň jeden singlový titul. Po více než tříměsíční neaktivitě vypadl z elitní světové desítky žebříčku ATP 7. listopadu 2016, když klesl z 9. na 16. místo. Jejím členem byl do tohoto data nepřetržitě od října 2002.

### 2017–2019: Návrat ve velkém stylu

#### 2017: Pátý titul na Australian Open a rekordní osmý z Wimbledonu
Sezónu potřetí v kariéře rozehrál na Hopmanově poháru. V páru s Belindou Bencicovou švýcarští reprezentanti obsadili druhé místo základní skupiny, když dvě ze tří dvouher vyhrál. Na Australian Open pošesté postoupil do finále, v němž se stal jeho soupeřem Rafael Nadal. Pětisetovou výhrou získal pátý titul z Melbourne Parku, jímž navýšil rekordní zápis mužských historických statistik na 18. grandslamů a jako první muž historie triumfoval na třech různých majorech nejméně pětkrát. Poprvé také musel na jediném turnaji nastoupit ke třem pětisetovým duelům. Ve druhém kole Dubai Tennis Championships prohrál s kvalifikantem z druhé světové stovky Jevgenijem Donským po nevyužití tří mečbolů.
Jubilejní devadesátou trofej získal na BNP Paribas Open, kde ve finále podvacáté v kariéře zdolal Stana Wawrinku. Pátým titulem z Indian Wells Masters vyrovnal Djokovićův turnajový rekord a jako první si zahrál sedmé finále. O dva týdny později dosáhl na třetí kariérní triumf z Miami Open, když v závěrečném duelu potřetí v sezóně zdolal Rafaela Nadala. Navázal tak na sezóny 2005 a 2006, v nichž si také odvezl tzv. „sluneční double“ v podobě dvou jarních amerických Mastersů.
Po rozhodnutí vynechat Roland Garros podeváté triumfoval na Gerry Weber Open, čímž se stal po Nadalovi druhým hráčem open éry s tímto počtem titulů z jediného turnaje. Ve Wimbledonu pak vybojoval devatenáctý grandslam jako nejstarší šampion otevřené éry po finálovém vítězství nad Chorvatem Marinem Čilićem. Poprvé turnaj vyhrál bez ztráty setu a stal se prvním mužem s osmi wimbledonskými trofejemi. V jeho průběhu se posunul do čela statistiky nejvyššího počtu vyhraných zápasů dvouhry na grandslamu. Po skončení jich měl na kontě 321. Počtvrté skončil jako poražený finalista na kanadském Rogers Cupu, když mu červnovou finálovou porážku z Halle oplatil 20letý Alexander Zverev. V repríze finále z roku 2009 jej ve čtvrtfinále US Open vyřadil Juan Martín del Potro, když za stavu 1–1 na sety neproměnil v tiebreaku třetí sady čtyři setboly a set i zápas ztratil. Po turnaji se posunul na 2. příčku žebříčku.
V září přijel do pražské O2 areny na první ročník Laver Cupu, který vymyslel. V týmu Evropy vyhrál tři zápasy, do nichž nastoupil a přispěl k jejímu vítězství nad výběrem světa 15:9. Poprvé v kariéře nastoupil do čtyřhry po boku Rafaela Nadala, v níž zdolali Američany Querreyho se Sockem. I počtvrté v sezóně porazil Nadala, když jej přehrál ve finále říjnového Shanghai Rolex Masters v Šanghaji, z něhož si odvezl druhou trofej. V 36 letech a 2 měsících se stal nejstarším singlovým vítězem i finalistou série Masters. V závěru téhož měsíce poosmé vyhrál Swiss Indoors v rodné Basileji. Devadesátým pátým titulem na okruhu ATP Tour se v otevřené éře osamostatnil na druhé příčce v pořadí, když na třetí pozici klesl Ivan Lendl. Finanční prémie jej vrátila do čela historických výdělků s částkou 109 853 682 dolarů, a to o téměř 50 tisíc dolarů před Djokoviće.
Následně dokázal zvítězit na turnaji Masters v Šanghaji, kde ve finále porazil Rafaela Nadala ve dvou setech. Španěla tak přehrál popáté v řadě. Ve vítězném tažení pokračoval na basilejském Swiss Indoors, který vyhrál již po osmé. Sezónu zakončil na Turnaji mistrů. Vyhrál v něm základní skupinu, ale v semifinále padl s Davidem Goffinem a sezónu zakončil jako světová dvojka.

## Vzájemná soupeření

### Federer vs. Nadal
Federer a Rafael Nadal se spolu na okruhu ATP střetávají od roku 2004 a jejich vzájemná utkání představují významnou část profesionální kariéry pro každého z nich.

Oba hráči figurovali na první a druhé příčce žebříčku ATP nepřetržitě od července 2005 až do 17. srpna 2009, kdy Nadala na druhé pozici vystřídal Skot Andy Murray. Švýcar a Španěl představují jedinou dvojici v historii mužského tenisu, která zakončila šest sezón v řadě na prvních dvou místech světové klasifikace, a to v období 2005–2010. Od února 2004 byl Federer světovou jedničkou nepřetržitě 237 týdnů, což představuje rekordní období v tenise. O pět let mladší Nadal se propracoval na druhou příčku v červenci 2005 a držel ji 160 týdnů za sebou, čímž také vytvořil nový rekord na této pozici. Následně, v srpnu 2008, vystřídal basilejského rodáka na čele mužského hodnocení.
Nadal drží aktivní bilanci vzájemných utkání v poměru 24–16. Šestnáct z čtyřiceti duelů se uskutečnilo na antuce, nejdominantnějším povrchu mallorského rodáka. Federer vícekrát zvítězil na jím preferované trávě (3–1) a také v hale na tvrdém povrchu (5–1), zatímco španělský hráč je úspěšnější na otevřených dvorcích s tvrdým povrchem (8–6) a antuce (14–2). Vzhledem ke skutečnosti, že nasazování na turnajích vychází z žebříčkového postavení, utkali se oba hráči dvacetčtyřikrát až ve finále, z toho devětkrát v boji o grandslamový titul, což je také rekordní zápis dvojice. V letech 2006 až 2008 proti sobě nastoupili v každém finále French Open a Wimbledonu. Potkali se také v závěrečných zápasech Australian Open 2009 i 2017, a na French Open 2011. Nadal získal ve svůj prospěch šest výher, když ztratil první dvě wimbledonská a jedno melbournské finále. Čtyři z devíti grandslamových klání o titul měla pětisetový průběh, konkrétně ve Wimbledonu 2007 a 2008 a na Australian Open 2009 i 2017. Wimbledonské finále z roku 2008 bývá řadou tenisových analytiků označováno za nejlepší zápas historie tenisu.
Třináct střetnutí dospělo do poslední rozhodující sady. Pár také vytvořil rekordní počet dvanácti vzájemných finále v sérii Masters. Mezi tyto finálové boje patří i dlouhá pětihodinová bitva na Rome Masters 2006, kterou ve svůj prospěch získal Španěl až v tiebreaku pátého setu poté, co předtím odvrátil dva mečboly.

### Federer vs. Djoković
Federer a Novak Djoković se potkali ve 45 utkáních okruhu (a finále Turnaje mistrů 2014 nebylo odehráno). Srbský hráč drží mírně kladnou bilanci výher a proher 23–22. Poměr na tvrdém povrchu je vyrovnaný 17–17 na zápasy. Bilance na antuce je také paritní 4–4, a na trávě vede Srb 2–1, když první vzájemné utkání na zeleném pažitu Federer vyhrál v semifinále Wimbledonu 2012 a naopak poražen odešel z finále Wimbledonu 2014 i 2015. Sedmnáctkrát vzájemné měření sil dospělo až do rozhodující sady.

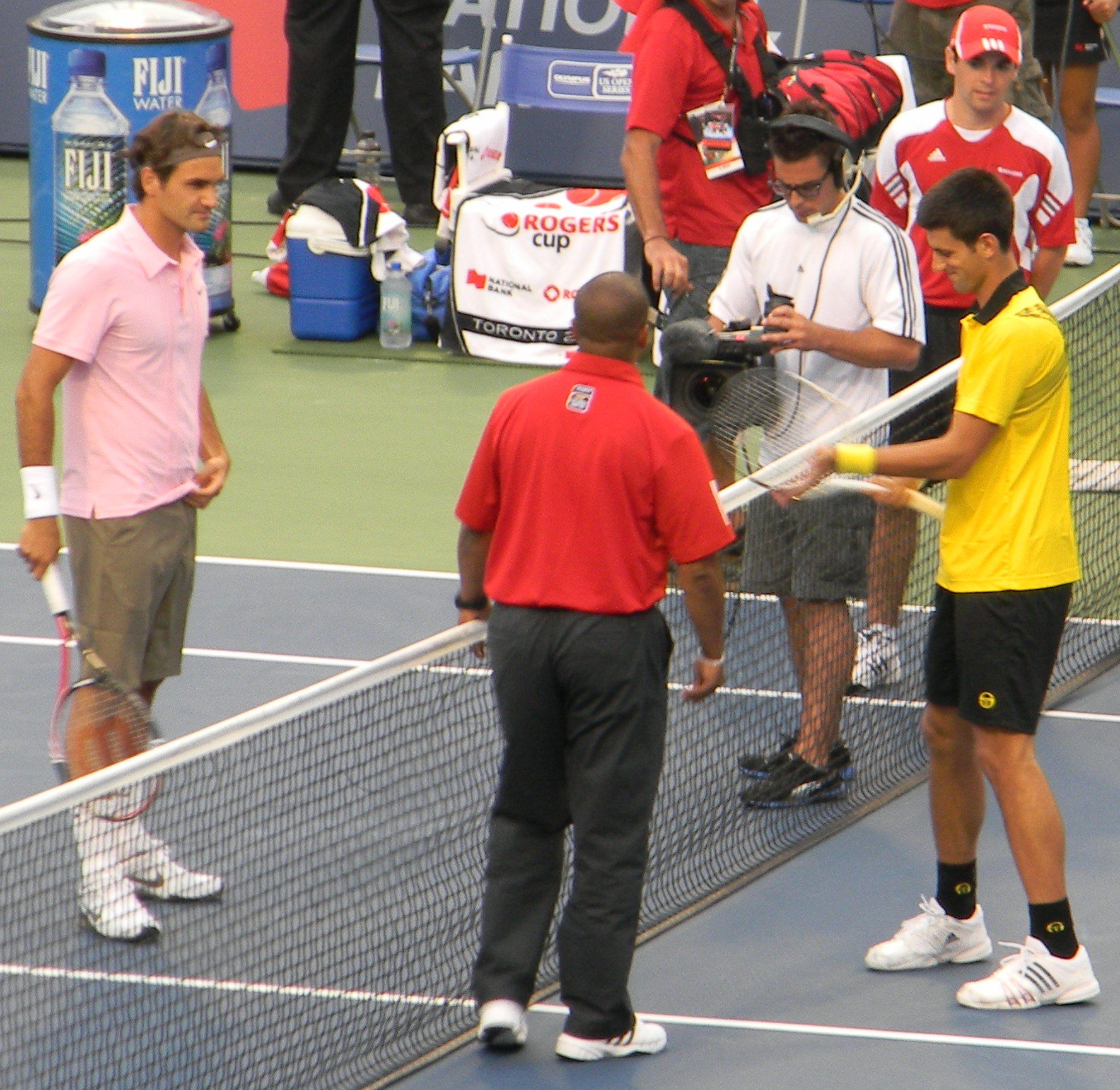
Los před semifinále Rogers Cupu 2010:
Federer–Djoković, 6–1, 3–6, 7–5

Na Grand Slamu spolu odehráli čtrnáct zápasů. Série mírně vyznívá pro Djokoviće 8–6 na utkání. Vedle Nadala zůstává srbský tenista jediným hráčem okruhu, který švýcarského hráče dokázal zdolat na dvou po sobě jdoucích turnajích „velké čtyřky“. Poté, co jej přehrál na US Open 2010, vyřadil ho také na Australian Open 2011. Spolu s Nadalem a Murraym jsou pak jedinými třemi tenisty, kteří dosáhli nad Federerem dvouciferného počtu vítězství. Opět Djoković s Nadalem zůstávají osamoceni ve statistice grandslamových výher bez ztráty setu, když Srb stavu 3:0 na sety dosáhl na Australian Open 2008, Australian Open 2011,  French Open 2012 a Australian Open 2020, Španěl jej tímto způsobem dokázal zdolat ve finále French Open 2008 a semifinále French Open 2019.
Federer ukončil Djokovićovu neporazitelnost v sezóně 2011, do níž Srb vstoupil šňůrou čtyřiceti jedna vítězství. V semifinále French Open 2011 však švýcarskému tenistovi podlehl po čtyřsetovém průběhu. Tuto porážku mu však oplatil v pětisetovém semifinálovém dramatu na zářijovém US Open 2011, kde ve druhém ročníku za sebou odvrátil dva Federerovy mečboly a prošel do finále. Vzájemná série pokračovala v semifinále Wimbledonu 2012, kde Švýcar uštědřil čtyřsetovou porážku tehdejší světové jedničce a obhájci titulu. Před finále Turnaje mistrů 2014 Švýcar odstoupil pro zádové potíže. Poprvé se tak ve 45leté historii turnaje finálový duel neodehrál. Řada expertů hodnotí vzájemné soupeření obou hráčů na US Open jako jedno z největších v rámci otevřené éry tenisu.

### Federer vs. Murray
Federer a Andy Murray odehráli celkem 25 vzájemných zápasů. Švýcarský tenista drží mírně aktivní bilanci 14–11. Na tvrdém povrchu Federer vede těsně 12–10, stejně tak i na trávě drží poměr 2–1.

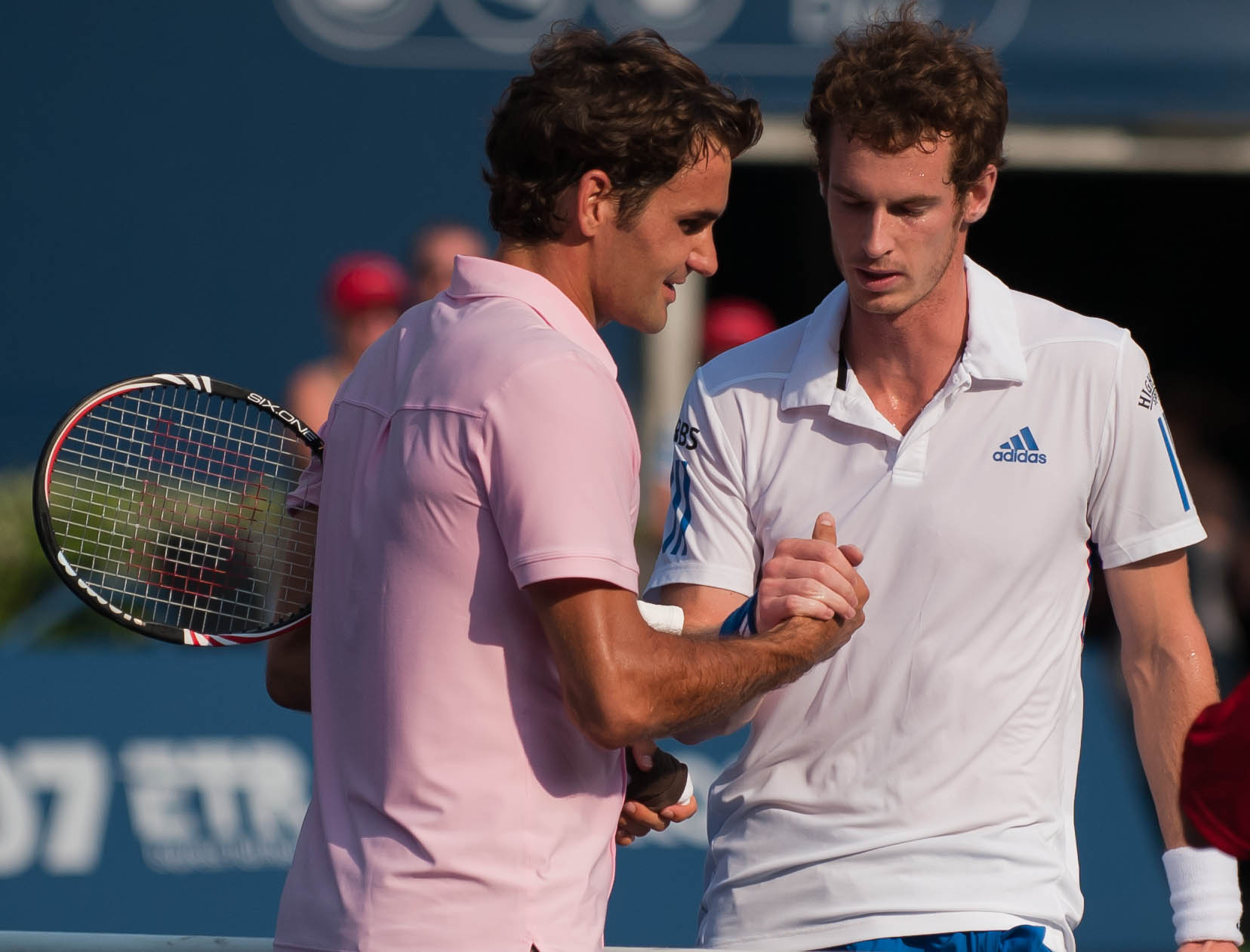
Podání ruky po finále Rogers Cupu 2010:
Murray–Federer, 7–5, 7–5

Na nejvyšší grandslamové úrovni se dvojice potkala šestkrát, z toho v prvních třech duelech vždy až ve finále. Švýcar v těchto třech zápasech zvítězil, když soupeře zdolal bez ztráty setu na US Open 2008 a Australian Open 2010. Ve Wimbledonu 2012 mu soupeř odebral pouze úvodní sadu. Tuto sérii Skot zastavil na Australian Open 2013, kde po vyrovnaném pětisetovém průběhu slavil vítězství. Švýcar mu však na dalším ročníku turnaje 2014 porážku oplatil čtvrtfinálovou výhrou a další třísetové vítězství přidal v semifinále Wimbledonu 2015 .
Přibližně měsíc po wimbledonském finále 2012 se oba znovu střetli na Centrálním dvorci All England Clubu v přímém boji o olympijské zlato, když postoupili do finále turnaje na Letních olympijských hrách 2012. Murray odčinil poslední vzájemnou porážku a Švýcara zdolal bez ztráty sady, čímž mu nedovolil získat kariérní Golden Slam.
Murray také drží aktivní poměr výher a proher 6–2 na událostech série Masters, z toho 2–0 ve finále. Čtyřikrát na sebe oba tenisté narazili během závěrečného Turnaje mistrů. V šanghajském duelu z roku 2008 nejdříve triumfoval Skot a poté si tři výhry v letech 2009, 2010 a 2012 z Londýna odvezl Federer. Na Turnaji mistrů 2014 Švýcar skotského rivala deklasoval poměrem 6–1 a 6–0 a jako první člen „Velké čtyřky“ vyhrál set „kanárem“ proti všem zbylým členům.  Spolu s Djokovićem a Nadalem jsou jedinými, kteří jej porazili více než desetkrát.

### Federer vs. Roddick
Dlouholeté soupeření na okruhu sváděli Federer a Andy Roddick, který profesionální kariéru ukončil v září 2012. Právě švýcarský tenista sesadil Američana z prvního místa žebříčku ATP poté, co získal premiérový titul na Australian Open v roce 2004. Úhrnem se oba střetli ve 24 zápasech, včetně čtyř finále Grand Slamu – tří wimbledonských a jednoho na US Open. Švýcar dosáhl výrazně aktivní bilance v poměru 21–3, čímž se Roddick na okruhu ATP stal hráčem s nejvyšším počtem porážek od Federera.
Výjimečný zápas se odehrál ve finále Wimbledonu 2009, které trvalo čtyři hodiny a sedmnáct minut, z toho poslední pátá sada 95 minut, čímž se stala nejdelší ve více než 130leté historii finále mužského Grand Slamu. Překonala tak počtem her i délkou pátý set finále na French Championships 1927. Američan během celého pětisetového utkání ztratil pouze jedno podání, a to až v úplně posledním gamu rozhodujícího setu za stavu 14–15. Federer tímto triumfem získal patnáctý grandslamový titul, čímž překonal historicky rekordní zápis Peta Samprase.

### Federer vs. Safin
Federer a Marat Safin nastoupili ke dvanácti vzájemným střetnutím, v nichž měl výrazně aktivní bilanci 10–2 švýcarský hráč. Oba se stali profesionály v rozmezí jediného roku. Safin, jenž ukončil aktivní kariéru v listopadu 2009, vkročil do ATP Tour v roce 1997, a Federer získal status profesionála v červenci 1998. Švýcar zaznamenal bilanci výher a proher 4–1 na tvrdém povrchu, 3–0 na trávě a 3–0 na antuce, zatímco ruský tenista dosáhl lepšího poměru 1–0 na koberci. Na turnajích Grand Slamu se oba utkali pětkrát, z toho čtyřikrát slavil Švýcar vítězství.
K významným střetnutím se zařadilo finále na Hamburg Masters 2002, v němž si basilejský rodák připsal premiérový titul kariéry v sérii Masters. Dalším se stala jeho těsná semifinálová výhra na Turnaji mistrů 2004 poté, co v dlouhém tiebreaku druhé sady (20–18) proměnil až osmý mečbol a následně obhájil titul. Federer také vyhrál ve finále Australian Open 2004, kde získal první trofej z melbournském majoru. Safinovi naopak podlehl o rok později v semifinále Australian Open 2005, když ve zkrácené hře čtvrté sady neproměnil mečbol a Rus poté ukončil jeho 24zápasovou sérii neporazitelnosti.

## Herní styl
Federerovu všestrannost shrnula bývalá světová jednička Jimmy Connors slovy: „V éře specialistů jste buď specialista na antuku, specialista na trávu nebo specialista na tvrdý povrch … a nebo jste Roger Federer“.

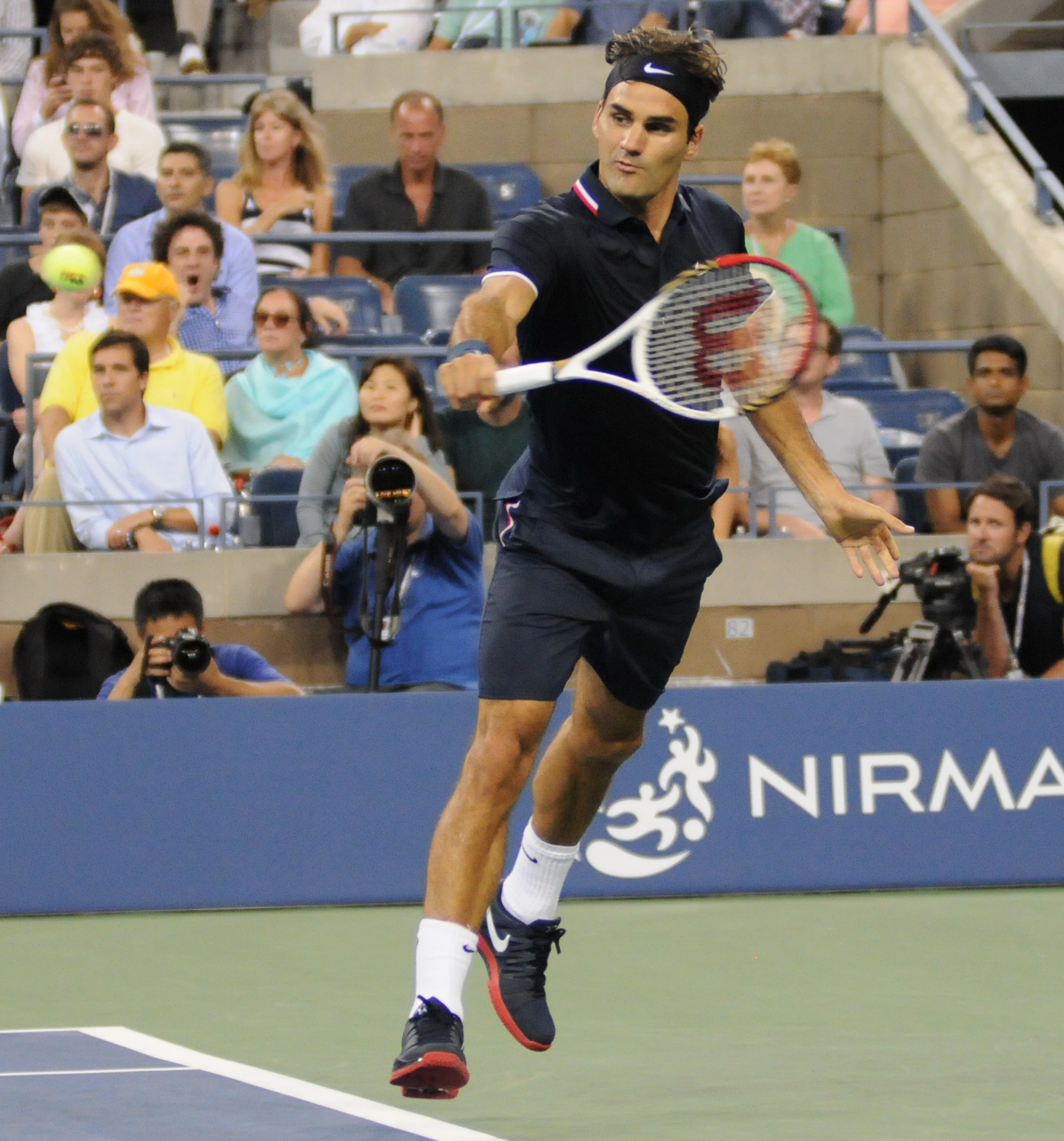
Roger Federer na US Open 2012

Federer je na všech površích komplexním hráčem vyčnívajícím především díky své rychlosti, proměnlivému stylu hry a výjimečným úderům. Herní styl vychází z úderů praktikovaných převážně od základní čáry. Nadto využívá přechodu a hry na síti, když ztělesňuje jednoho z nejlepších tenistů s volejovou technikou na okruhu. Univerzálnost doplňují prudké a přesně umístěné smeče, stejně jako velmi precizně zvládnuté obtížné prvky moderního tenisu, jakými jsou bekhendová smeč, halfvolej a smeč ve výskoku.
David Foster Wallace přirovnal jeho hrubou sílu uplatňovanou při forhendovém pohybu k „mocnému plynulému švihnutí“, zatímco bývalá světová jednička John McEnroe nazvala tenistův forhend „největším úderem našeho sportu.“ Federer je znám také svým efektivním pohybem po dvorci a výbornou prací nohou, která mu umožňuje obíhat soupeřovy údery směřující do bekhendové poloviny kurtu a následně odpovídat silným forhendem hraným křižně nebo po lajně. Obíhaný bekhend je jednou z hlavních Švýcarových zbraní, která mu umožňuje dostat soupeře pod tlak a rychlým dobře umístěným míčem protivníka donutit k chybě.

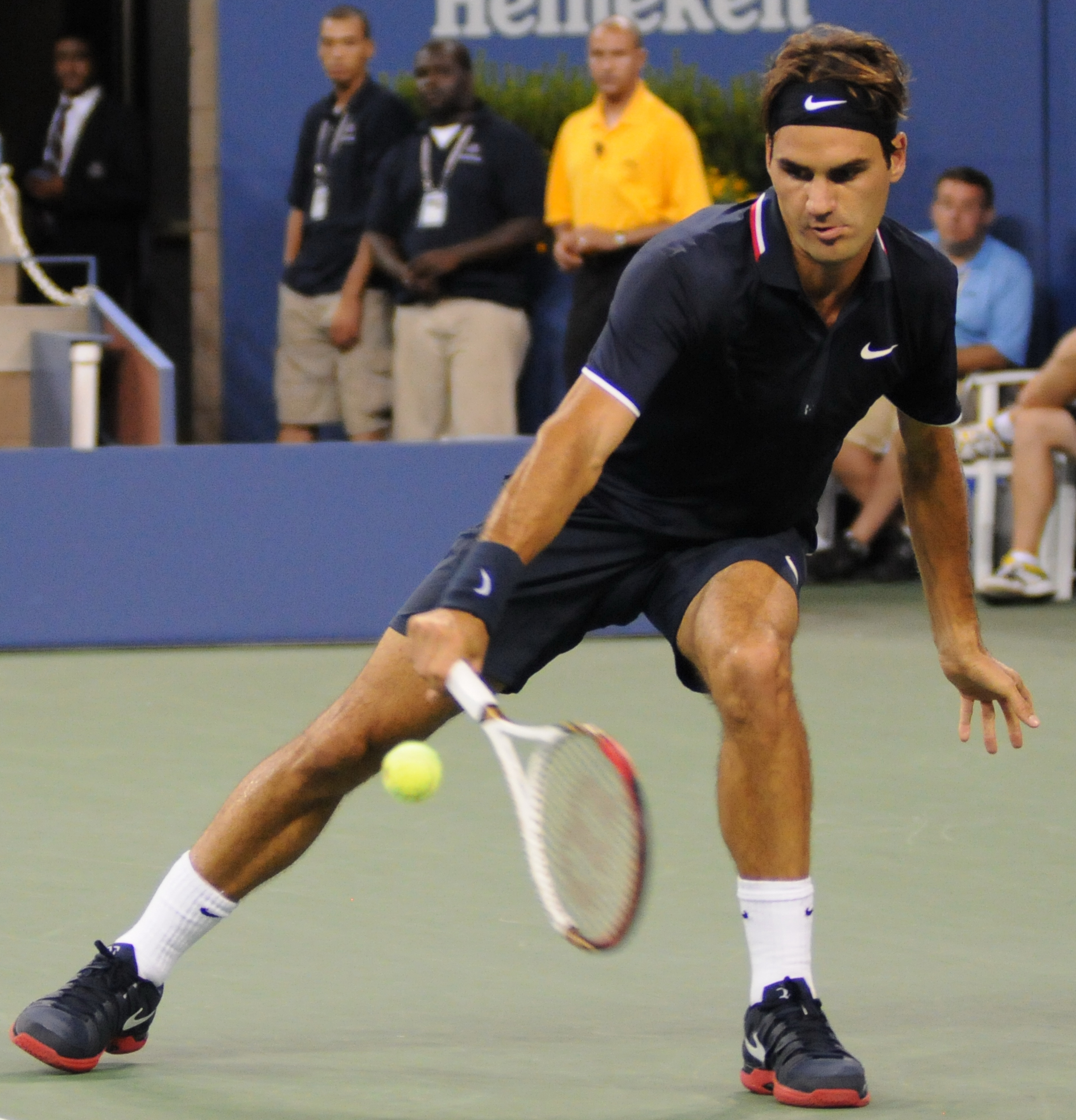
Roger Federer na US Open 2012

Federer používá jednoručnou variantu bekhendu, kterou může měnit styl hry. Někdy volí čopovaný míč, kterým se snaží protihráče přilákat k síti a následně jej prohodit. Druhou variantou je urychlení hry topspinem, který může i z bekhendu znamenat vítězný bod. Při tomto úderu uplatňovaném také při prohozech využívá švihu v ohebném zápěstí, díky němuž míči udělí vyšší horní rotaci. Jeho podání je obtížně čitelné, protože se snaží nadhazovat míč vždy stejným způsobem, bez ohledu na druh udělené rotace a umístění do dvorce. Během tohoto pohybu směřují záda vpřed proti soupeři. Výhodou je schopnost získávat tzv. velké míče, které často rozhodují utkání, přímo ze servisu bez rizika následné výměny. Rychlost prvního podání se obvykle pohybuje okolo 200 km/h, ovšem míči je schopen udělit rychlost až 220 km/h. Ve svém rejstříku má také variantu stylu hry „podání a volej“. Okamžitý náběh na síť po servisu využíval zejména v počáteční fázi kariéry.
Později se také zdokonalil v technice překvapivého zkrácení míče se skrytím jeho úmyslu před soupeřem. Při dobíhaní lobu se občas odhodlá k použití technicky náročného úderu mezi nohama, který vyvolává odezvu u diváků. Mezi nejznámější případy jeho zařazení do hry patří semifinále na US Open 2009, kde jím úspěšně prohodil Novaka Djokoviće a vítězný bod mu přinesl tři mečboly. Dalším míčem pak zápas ukončil v poměru setů 3:0.

## Trenérské vedení

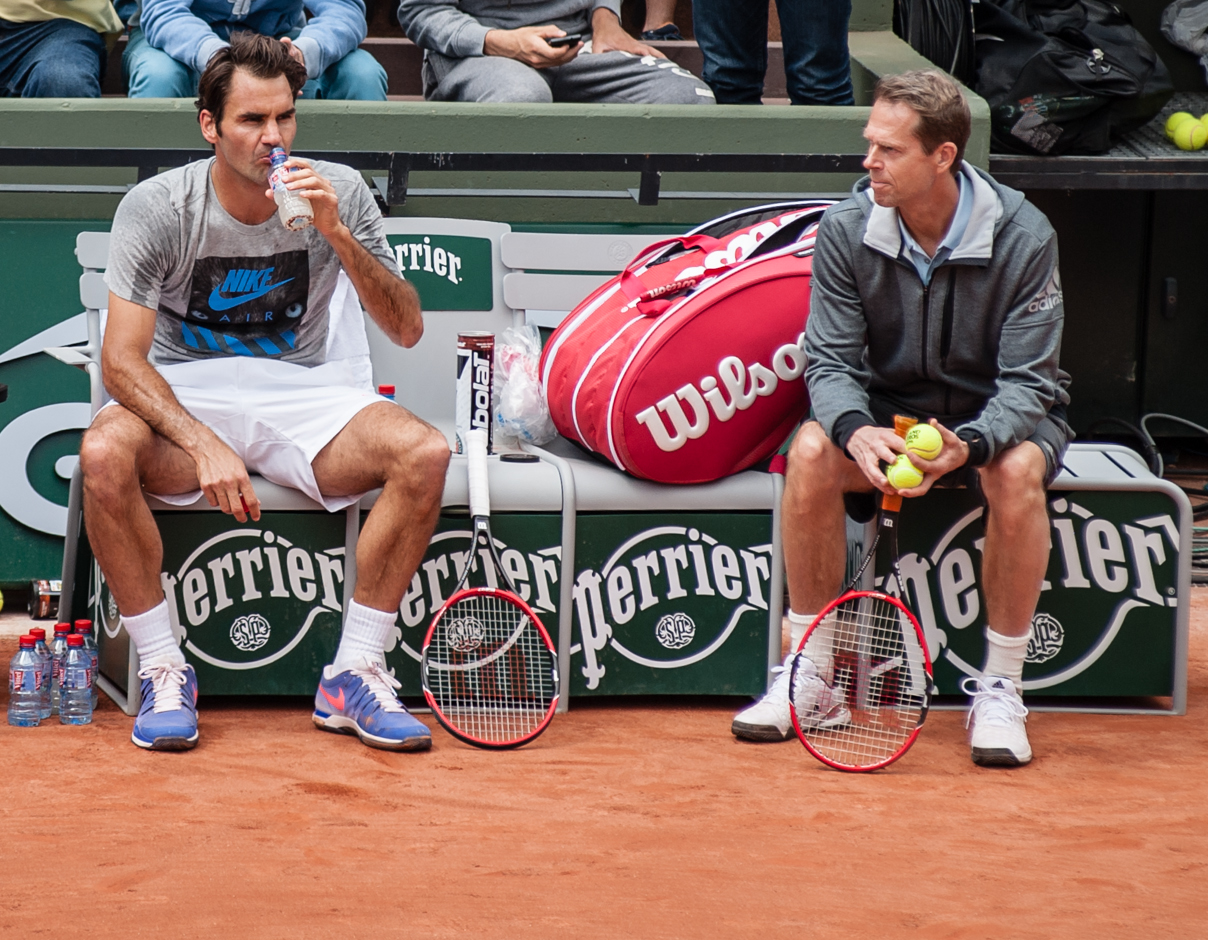
Během tréninku na French Open 2015 se Stefanem Edbergem

Devítiletého Federera začal trénovat Australan Peter Carter, který ve Švýcarsku žil od roku 1993. Zdokonalil jeho techniku hry i chování na dvorci a přivedl jej do mezinárodního tenisu. Spolupráci ukončili ve věku hráčových osmnácti let. Od deseti roků věku se na pravidelných týdenních trénincích v Old Boys Tennis Clubu podílel také soukromý kouč Adolf Kacovsky. Ten později sdělil: „Okamžitě jsem poznal, že tenhle kluk je přirozený talent. Narodil se s raketou v ruce.“ Ve čtrnácti letech Federer vyhrál švýcarské mistrovství žactva a byl zařazen do Švýcarského národního tenisového centra v Écublens, kde zahájil soustavný trénink.

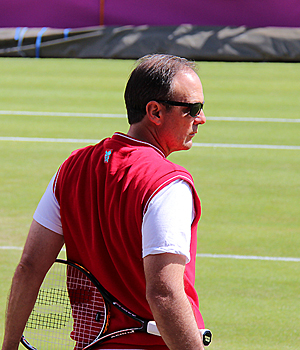
Paul Annacone během vedení Federerova tréninku na Letních olympijských hrách 2012

Po rozchodu s Carterem v roce 1998 se novým trenérem 18letého Švýcara stal bývalý švédský tenista Peter Lundgren, který měl u Švýcarské tenisové federace na starost juniory. Pod jeho vedením hrál v období 2000 až 2003. Následně byl Federer bez kouče až do sezóny 2005, kdy v jejím úvodu navázal spolupráci na částečný úvazek se zkušeným Australanem Tonym Rochem. Jednalo se o vzájemnou gentlemanskou dohodu podáním ruky. Roche byl vyplácen v týdenních intervalech. Švýcar jej najal z opačných důvodů než kdysi Ivan Lendl, jenž usiloval o zisk wimbledonského titulu. Basilejský rodák požadoval naopak zdokonalit hru na antuce. Spolupráci ukončili k 12. květnu 2007.
Po rozchodu s Rochem kontaktoval v létě 2007 Federer nehrajícího kapitána švýcarského daviscupového týmu Severina Lüthiho. Původně si jej najal na přechodnou dobu. Následně se koučování rozvinulo do dlouhodobého vztahu a Lüthi doprovázel tenistu na řadě turnajů. V roce 2012 k navázání spolupráce uvedl: „Před pěti lety mě Roger požádal, jestli bych za ním nepřijel do Paříže poté, co se rozešel s Tonym Rochem“. V první fázi spolupráce měl za úkol studovat soupeře Federera a fungovat v roli občasného sparingpartnera. Během sezón 2008 a 2009 s tenistou strávil přes třicet týdnů cestování po turnajích okruhu ATP Tour. Protože tehdejší světové jedničce stále unikal Pohár Mušketýrů, najala si v dubnu 2008 před Estoril Open 2008 Španěla Josého Higuerase, původně pouze na antukovou část sezóny. Koučování bylo prodlouženo do poloviny září 2008.
V mezidobí do léta 2010 pak Švýcara dále herně připravoval Lüthi, než se po Wimbledonu 2010 stal hlavním trenérem Američan Paul Annacone. Po měsíční zkušební době podepsali smlouvu na plný úvazek s datem od 28. srpna 2010. Pod jeho vedením se Federer vrátil do čela světové klasifikace a vyhrál rekordní 17. grandslamový titul. Na trénování se podílel stále také Lüthi, jenž byl členem týmu. Po nejhorší Federerově sezóně od roku 2003, kdy Švýcar poprvé vyhrál grandslam, ukončil tenista s Annaconem spolupráci k říjnu 2013. Nadále pak tenisovým trenérem zůstal Severin Lüthi. Od počátku sezóny 2014 se, dle stránek ATP Tour původně jen na 10týdenní období, druhým trenérem stala bývalá švédská světová jednička Stefan Edberg. K ukončení tohoto vztahu došlo v prosinci 2015. Federer k oznámení sdělil: „Po dvou velmi úspěšných letech bych rád poděkoval mému dětskému idolu Stefanu Edbergovi za ochotu připojit se k mému týmu. Byl to splněný sen.“ Hlavním koučem zůstal Lüthi a Švédovu roli převzal od sezóny 2016 bývalý třetí hráč světa Ivan Ljubičić z Chorvatska. V roli fyzioterapeuta působí Daniel Troxler (před ním tuto pozici zastával od roku 2009 Stephane Vivie) a kondiční přípravu vede Pierre Paganini.

### Přehled trenérů
- Peter Carter, 1990–1998
- Peter Lundgren, 2000–2003
- Tony Roche, 2005–2007
- Severin Lüthi, od 2007
- José Higueras, 2008
- Paul Annacone, 2010–2013
- Stefan Edberg, 2014–2015
- Ivan Ljubičić, od 2016

## Vybavení a oblečení

### Vybavení
K roku 2013 hrál Roger Federer s uzpůsobenou raketou značky Wilson – Pro Staff 6.1 90 BLX, která je charakterizována menší úderovou plochou hlavy o povrchu 581 cm2 (velikost „midsize“), váží 364 gramů (kategorie „heavy“ nad 320 gramů) a šířka rámu činí 17,5 milimetrů. Velikost držadla dosahuje obvodu 111 milimetrů, což znamená typ L3. Podélné struny jsou vypleteny s použitím závaží o váze 21,5 kg a příčné pak s použitím závaží 20 kg s přednapnutým vláknem 20 %. Podélné struny jsou z přírodního střeva Wilson typu 16 a příčné pak umělé z polyesteru Luxilon Big Banger ALU Power Rough 16L. K míře napnutí strun Federer prohlásil: „To závisí na tom, jaká je denní teplota, jakým druhem míčů hraji a proti komu hraji. Takže vidíte – záleží na několika okolnostech, nikoli pouze na povrchu; velmi důležitý je také můj vlastní pocit“.

### Oblečení

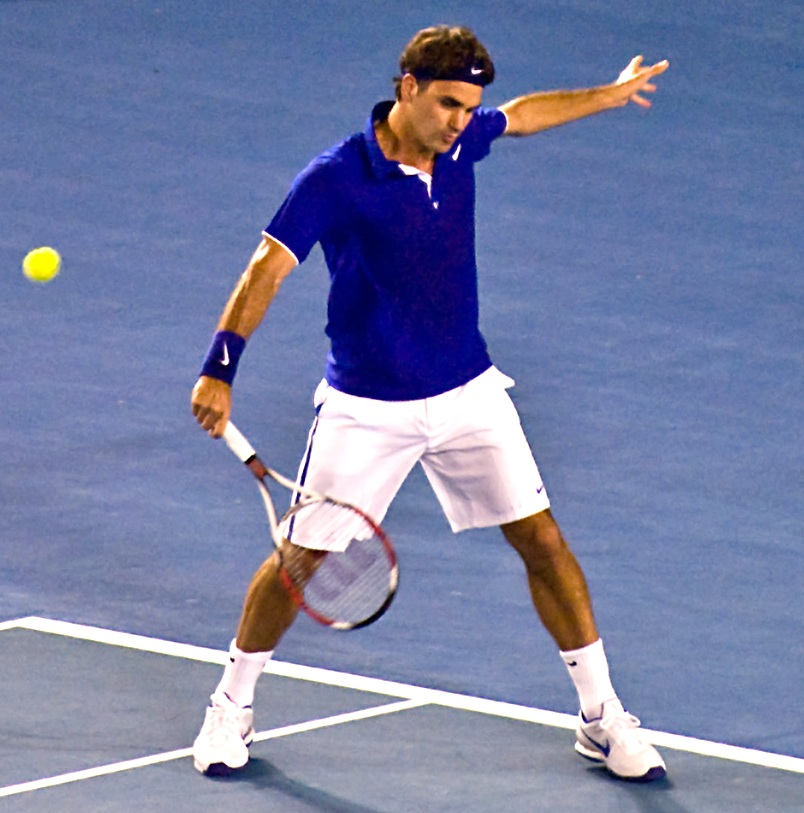
Federer nastupuje v oblečení a obuvi Nike a hraje s raketou Wilson

Tenista má uzavřenou obchodní smlouvu s firmou Nike na oblečení a obuv, jejíž značku prezentuje. V sezóně 2013 nastupoval v triku Nike Fall Premier RF Polo a tenisové obuvi Nike Zoom Vapor 9 Tour.
Pro Wimbledon 2006 mu společnost Nike navrhla speciálně střižené bílé sako s erbem tří tenisových raket, jež symbolizovaly tři wimbledonské tituly získané v předchozích letech. V saku pak přicházel na dvorec. V následujícím ročníku 2007 mu s další trofejí přibyla do znaku čtvrtá raketa. V trendu používání elegantního oděvu pokračoval ve Wimbledonu 2008 a 2009, když mu Nike připravila vestu šitou na míru. Federer má také vlastní logo vzniklé propojením jeho inicál „R“ a „F“. Poprvé je měl zlatě vyšité na sportovním saku ve vítězném Wimbledonu 2006. Firma Nike výsadu iniciál na oblečení umožnila pouze dvěma sportovcům, a to Federerovi a golfistovi Tigeru Woodsovi.

## Sponzorství
Federer je jedním z nejlépe vydělávajících sportovců světa. Časopis Forbes jej k roku 2015 řadil na pátém místě žebříčku nejvýdělečnějších sportovců. K sezóně 2016 mu patřila druhá příčka v historickém žebříčku tenistů, kteří na turnajích získali nejvíce finančních odměn. Z čela jej v dubnu 2016 sesadil Novak Djoković. Vyjma prémií z profesionálního okruhu měl k roku 2013 uzavřeno několik sponzorských smluv, které mu zajišťovaly celkový roční příjem 40 až 50 miliónů eur. K smluvním partnerům na prezentaci výrobků se řadí švýcarské firmy Credit Suisse, Rolex, Lindt a Jura Elektroapparate. V roce 2010 automobilka Mercedes-Benz rozšířila regionální kontrakt mezi tenistou a filiálkou Mercedes-Benz China na celý svět. Další sponzorské smlouvy Federer uzavřel se společnostmi Nationale Suisse, Gillette, Wilson a Moët & Chandon. V roce 2018 ukončil Federer spolupráci s americkou společností Nike a následně v červenci téhož roku podepsal sponzorskou smlouvu s japonskou společností Uniqlove výši 300 milionů amerických dolarů na období deset let.
V minulosti také propagoval produkty firem NetJets a Maurice Lacroix.

## Hráčské statistiky
Roger Federer na okruhu ATP Tour vyhrál sto tři turnajů ve dvouhře a třiapadestkrát odešel jako poražený finalista. Ve čtyřhře si připsal osm trofejí a zaznamenal šest finálových proher. S počtem dvaceti singlových titulů na Grand Slamu představuje společně s Nadalem a Djokovićem nejúspěšnějšího mužského tenistu historie.

### Grand Slam

#### Finále mužské dvouhry: 31 (20 výher, 11 proher)
| Stav      | rok  | Grand Slam          | povrch | soupeř ve finále      | výsledek                                 |
| --------- | ---- | ------------------- | ------ | --------------------- | ---------------------------------------- |
| Vítěz     | 2003 | Wimbledon           | tráva  | Mark Philippoussis    | 7–6(7–5), 6–2, 7–6(7–3)                  |
| Vítěz     | 2004 | Australian Open     | tvrdý  | Marat Safin           | 7–6(7–3), 6–4, 6–2                       |
| Vítěz     | 2004 | Wimbledon (2)       | tráva  | Andy Roddick          | 4–6, 7–5, 7–6(7–3), 6–4                  |
| Vítěz     | 2004 | US Open             | tvrdý  | Lleyton Hewitt        | 6–0, 7–6(7–3), 6–0                       |
| Vítěz     | 2005 | Wimbledon (3)       | tráva  | Andy Roddick          | 6–2, 7–6(7–2), 6–4                       |
| Vítěz     | 2005 | US Open (2)         | tvrdý  | Andre Agassi          | 6–3, 2–6, 7–6(7–1), 6–1                  |
| Vítěz     | 2006 | Australian Open (2) | tvrdý  | Marcos Baghdatis      | 5–7, 7–5, 6–0, 6–2                       |
| Finalista | 2006 | French Open         | antuka | Rafael Nadal          | 6–1, 1–6, 4–6, 6–7(4–7)                  |
| Vítěz     | 2006 | Wimbledon (4)       | tráva  | Rafael Nadal          | 6–0, 7–6(7–5), 6–7(2–7), 6–3             |
| Vítěz     | 2006 | US Open (3)         | tvrdý  | Andy Roddick          | 6–2, 4–6, 7–5, 6–1                       |
| Vítěz     | 2007 | Australian Open (3) | tvrdý  | Fernando González     | 7–6(7–2), 6–4, 6–4                       |
| Finalista | 2007 | French Open (2)     | antuka | Rafael Nadal          | 3–6, 6–4, 3–6, 4–6                       |
| Vítěz     | 2007 | Wimbledon (5)       | tráva  | Rafael Nadal          | 7–6(9–7), 4–6, 7–6(7–3), 2–6, 6–2        |
| Vítěz     | 2007 | US Open (4)         | tvrdý  | Novak Djoković        | 7–6(7–4), 7–6(7–2), 6–4                  |
| Finalista | 2008 | French Open (3)     | antuka | Rafael Nadal          | 1–6, 3–6, 0–6                            |
| Finalista | 2008 | Wimbledon           | tráva  | Rafael Nadal          | 4–6, 4–6, 7–6(7–5), 7–6(10–8), 7–9       |
| Vítěz     | 2008 | US Open (5)         | tvrdý  | Andy Murray           | 6–2, 7–5, 6–2                            |
| Finalista | 2009 | Australian Open     | tvrdý  | Rafael Nadal          | 5–7, 6–3, 6–7(3–7), 6–3, 2–6             |
| Vítěz     | 2009 | French Open         | antuka | Robin Söderling       | 6–1, 7–6(7–1), 6–4                       |
| Vítěz     | 2009 | Wimbledon (6)       | tráva  | Andy Roddick          | 5–7, 7–6(8–6), 7–6(7–5), 3–6, 16–14      |
| Finalista | 2009 | US Open             | tvrdý  | Juan Martín del Potro | 6–3, 6–7(5–7), 6–4, 6–7(4–7), 2–6        |
| Vítěz     | 2010 | Australian Open (4) | tvrdý  | Andy Murray           | 6–3, 6–4, 7–6(13–11)                     |
| Finalista | 2011 | French Open (4)     | antuka | Rafael Nadal          | 5–7, 6–7(3–7), 7–5, 1–6                  |
| Vítěz     | 2012 | Wimbledon (7)       | tráva  | Andy Murray           | 4–6, 7–5, 6–3, 6–4                       |
| Finalista | 2014 | Wimbledon (2)       | tráva  | Novak Djoković        | 7–6(9–7), 4–6, 6–7(4–7), 7–5, 4–6        |
| Finalista | 2015 | Wimbledon (3)       | tráva  | Novak Djoković        | 6–7(1–7), 7–6(12–10), 4–6, 3–6           |
| Finalista | 2015 | US Open (2)         | tvrdý  | Novak Djoković        | 4–6, 7–5, 4–6, 4–6                       |
| Vítěz     | 2017 | Australian Open (5) | tvrdý  | Rafael Nadal          | 6–4, 3–6, 6–1, 3–6, 6–3                  |
| Vítěz     | 2017 | Wimbledon (8)       | tráva  | Marin Čilić           | 6–3, 6–1, 6–4                            |
| Vítěz     | 2018 | Australian Open (6) | tvrdý  | Marin Čilić           | 6–2, 6–7(5–7), 6–3, 3–6, 6–1             |
| Finalista | 2019 | Wimbledon (4)       | tráva  | Novak Djoković        | 6–7(5–7), 6–1, 6–7(4–7), 6–4, 12–13(3–7) |

#### Chronologie výsledků mužské dvouhry
| Turnaj / sezóna | 1998 | 1999 | 2000 | 2001 | 2002 | 2003  | 2004  | 2005  | 2006  | 2007  | 2008  | 2009  | 2010  | 2011 | 2012  | 2013 | 2014 | 2015 | 2016 | 2017  | 2018  | 2019 | 2020 | 2021 | 2022 | SR      | V–P    | % výher |
| --------------- | ---- | ---- | ---- | ---- | ---- | ----- | ----- | ----- | ----- | ----- | ----- | ----- | ----- | ---- | ----- | ---- | ---- | ---- | ---- | ----- | ----- | ---- | ---- | ---- | ---- | ------- | ------ | ------- |
| Australian Open | A    | Q1   | 3R   | 3R   | 4R   | 4R    | Vítěz | SF    | Vítěz | Vítěz | SF    | F     | Vítěz | SF   | SF    | SF   | SF   | 3R   | SF   | Vítěz | Vítěz | 4R   | SF   | A    | A    | 6 / 21  | 102–15 | 87 %    |
| French Open     | A    | 1R   | 4R   | ČF   | 1R   | 1R    | 3R    | SF    | F     | F     | F     | Vítěz | ČF    | F    | SF    | ČF   | 4R   | ČF   | A    | A     | A     | SF   | A    | 4R   | A    | 1 / 19  | 73–17  | 81 %    |
| Wimbledon       | A    | 1R   | 1R   | ČF   | 1R   | Vítěz | Vítěz | Vítěz | Vítěz | Vítěz | F     | Vítěz | ČF    | ČF   | Vítěz | 2R   | F    | F    | SF   | Vítěz | ČF    | F    | NH   | ČF   | A    | 8 / 22  | 105–14 | 88 %    |
| US Open         | A    | Q2   | 3R   | 4R   | 4R   | 4R    | Vítěz | Vítěz | Vítěz | Vítěz | Vítěz | F     | SF    | SF   | ČF    | 4R   | SF   | F    | A    | ČF    | 4R    | ČF   | A    | A    | A    | 5 / 19  | 89–14  | 86 %    |
| výhry–prohry    | 0–0  | 0–2  | 7–4  | 13–4 | 6–4  | 13–3  | 22–1  | 24–2  | 27–1  | 26–1  | 24–3  | 26–2  | 20–3  | 20–4 | 19–3  | 13–4 | 19–4 | 18–4 | 10–2 | 18–1  | 14–2  | 18–4 | 5–1  | 7–1  | 0–0  | 20 / 81 | 369–60 | 86 %    |

### Turnaj mistrů

#### Finále dvouhry: 10 (6 výher, 4 prohry)
| Stav      | rok  | místo konání           | povrch         | soupeř ve finále   | výsledek                                 |
| --------- | ---- | ---------------------- | -------------- | ------------------ | ---------------------------------------- |
| Vítěz     | 2003 | Houston, Spojené státy | tvrdý          | Andre Agassi       | 6–3, 6–0, 6–4                            |
| Vítěz     | 2004 | Houston, Spojené státy | tvrdý          | Lleyton Hewitt     | 6–3, 6–2                                 |
| Finalista | 2005 | Šanghaj, Čína          | koberec (hala) | David Nalbandian   | 7–6(7–4), 7–6(13–11), 2–6, 1–6, 6–7(3–7) |
| Vítěz     | 2006 | Šanghaj, Čína          | tvrdý (hala)   | James Blake        | 6–0, 6–3, 6–4                            |
| Vítěz     | 2007 | Šanghaj, Čína          | tvrdý (hala)   | David Ferrer       | 6–2, 6–3, 6–2                            |
| Vítěz     | 2010 | Londýn, Velká Británie | tvrdý (hala)   | Rafael Nadal       | 6–3, 3–6, 6–1                            |
| Vítěz     | 2011 | Londýn, Velká Británie | tvrdý (hala)   | Jo-Wilfried Tsonga | 6–3, 6–7(6–8), 6–3                       |
| Finalista | 2012 | Londýn, Velká Británie | tvrdý (hala)   | Novak Djoković     | 6–7(6–8), 5–7                            |
| Finalista | 2014 | Londýn, Velká Británie | tvrdý (hala)   | Novak Djoković     | bez boje                                 |
| Finalista | 2015 | Londýn, Velká Británie | tvrdý (hala)   | Novak Djoković     | 3–6, 4–6                                 |

#### Chronologie výsledků dvouhry
| Turnaj / sezóna | 1998           | 1999           | 2000           | 2001           | 2002 | 2003  | 2004  | 2005 | 2006  | 2007  | 2008 | 2009 | SR     | V–P   | % výher |
| --------------- | -------------- | -------------- | -------------- | -------------- | ---- | ----- | ----- | ---- | ----- | ----- | ---- | ---- | ------ | ----- | ------- |
| Turnaj mistrů   | nekvalifikován | nekvalifikován | nekvalifikován | nekvalifikován | SF   | Vítěz | Vítěz | F    | Vítěz | Vítěz | ZS   | SF   | 6 / 17 | 59–17 | 78 %    |
| Turnaj mistrů   | 2010           | 2011           | 2012           | 2013           | 2014 | 2015  | 2016  | 2017 | 2018  | 2019  | 2020 | 2021 | 6 / 17 | 59–17 | 78 %    |
| Turnaj mistrů   | Vítěz          | Vítěz          | F              | SF             | F    | F     | A     | SF   | SF    | SF    | A    | DNQ  | 6 / 17 | 59–17 | 78 %    |

| Legenda | Legenda                                   | Legenda | Legenda                     |
| ------- | ----------------------------------------- | ------- | --------------------------- |
| SR      | poměr vyhraných turnajů ku všem odehraným | W–L V–P | výhry–prohry                |
| NH      | daný rok se turnaj nekonal                | A       | turnaje se hráč nezúčastnil |
| 1Q / LQ | prohra v (kole) kvalifikace               | 1k / 1R | prohra v daném kole turnaje |
| QF / ČF | prohra ve čtvrtfinále                     | SF      | prohra v semifinále         |
| F       | prohra ve finále                          | Vítěz   | vítězství v turnaji         |

### Utkání o olympijské medaile

#### Mužská dvouhra: 2 (1 stříbro)
| Stav     | rok  | místo konání           | povrch | soupeř             | výsledek                |
| -------- | ---- | ---------------------- | ------ | ------------------ | ----------------------- |
| 4. místo | 2000 | Sydney, Austrálie      | tvrdý  | Arnaud Di Pasquale | 6–7(5–7), 7–6(9–7), 3–6 |
| Stříbro  | 2012 | Londýn, Velká Británie | tráva  | Andy Murray        | 2–6, 1–6, 4–6           |

#### Mužská čtyřhra: 1 (1 zlato)
| Stav  | rok  | místo konání | povrch | spoluhráč          | soupeři                        | výsledek                |
| ----- | ---- | ------------ | ------ | ------------------ | ------------------------------ | ----------------------- |
| Zlato | 2008 | Peking, Čína | tvrdý  | Stanislas Wawrinka | Simon Aspelin Thomas Johansson | 6–3, 6–4, 6–7(4–7), 6–3 |

### Postavení na konečném žebříčku ATP

#### Dvouhra
| Rok    | 1998 | 1999  | 2000  | 2001  | 2002 | 2003 | 2004 | 2005 | 2006 | 2007 | 2008 | 2009 | 2010 | 2011 | 2012 | 2013 | 2014 | 2015 | 2016  | 2017 | 2018 | 2019 | 2020 | 2021  |
| Pořadí | 301  | ▲ 64. | ▲ 29. | ▲ 13. | ▲ 6. | ▲ 2. | ▲ 1. | ▬ 1. | ▬ 1. | ▬ 1. | ▼ 2. | ▲ 1. | ▼ 2. | ▼ 3. | ▲ 2. | ▼ 6. | ▲ 2. | ▼ 3. | ▼ 16. | ▲ 2. | ▼ 3. | ▬ 3. | ▼ 5. | ▼ 16. |

#### Čtyřhra
| Rok    | 1999 | 2000  | 2001  | 2002  | 2003  | 2004   | 2005   | 2006   | 2007   | 2008   | 2009 | 2010   | 2011   | 2012    | 2013   | 2014   | 2015 | 2016 | 2017 | 2018 | 2019 | 2020 | 2021 |
| Pořadí | 165  | ▲ 32. | ▲ 65. | ▼ 25. | ▼ 34. | ▼ 163. | ▼ 179. | ▼ 373. | ▲ 246. | ▼ 581. | ▼ -  | ▲ 327. | ▲ 135. | ▼ 1266. | ▲ 560. | ▲ 100. | ▼ –  | –    | –    | –    | –    | –    | –    |

## Ocenění
Roger Federer obdržel během své tenisové kariéry sportovní i další ocenění.

### Výběr ocenění
- ATP

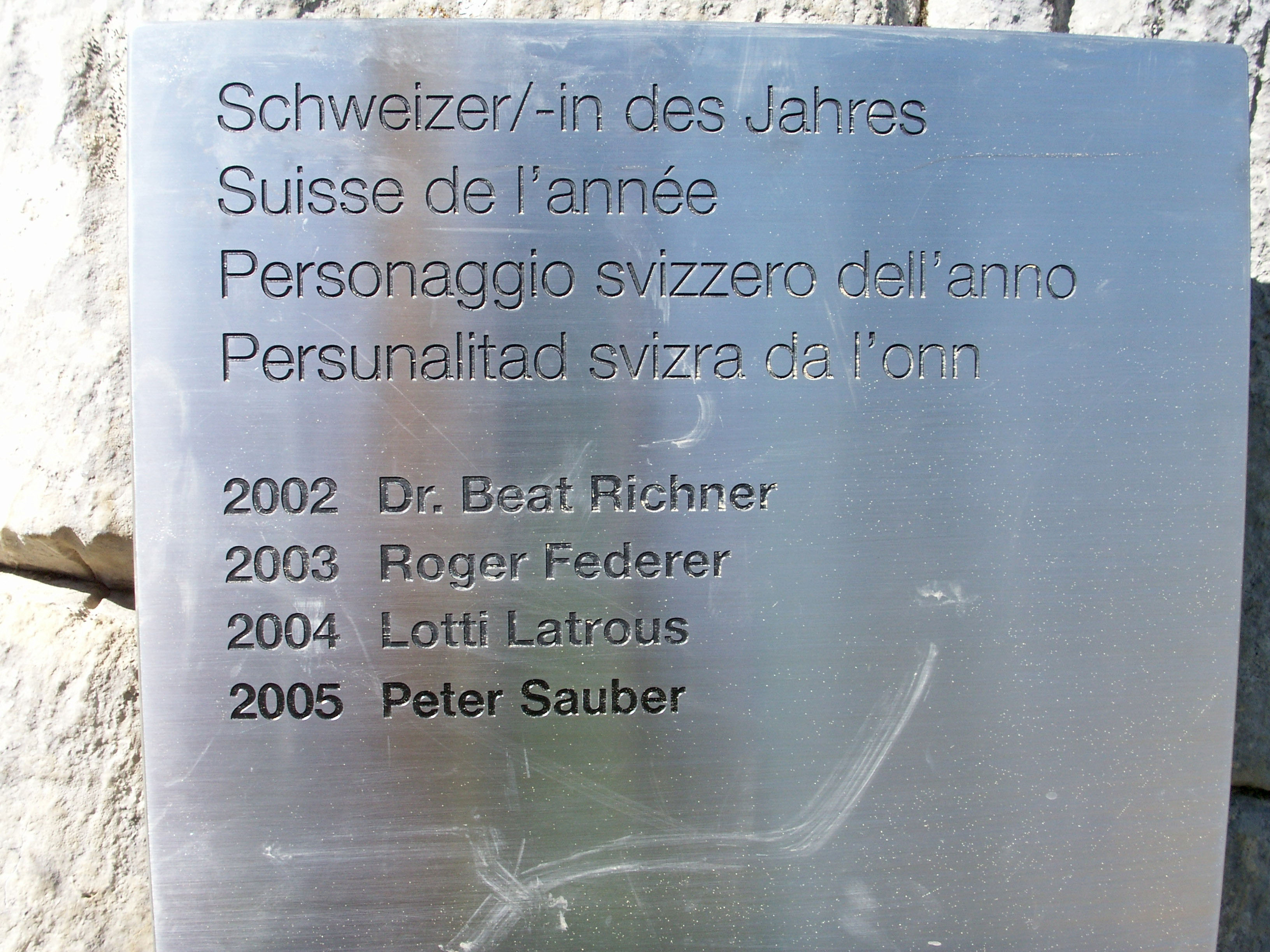
Pamětní deska se jmény nositelů titulu „Švýcar roku“

  - nejlepší hráč desetiletí 2000–2009[266]
  - evropský hráč v letech 2003, 2004
  - hráč roku ve dvouhře v letech 2004, 2005, 2006, 2007, 2009
  - návrat roku v roce 2017
  - Cena Stefana Edberga za sportovní chování v letech 2004, 2005, 2006, 2007, 2008, 2009, 2011, 2012, 2013, 2014, 2015, 2016, 2017
  - humanitář roku – Cena Arthura Ashe za lidský čin v letech 2006, 2013
- ITF
  - mistr světa ve dvouhře v letech 2004, 2005, 2006, 2007, 2009
  - mistr světa ve dvouhře juniorů pro rok 1998
- Laureus World Sports Awards
  - nejlepší sportovec v letech 2005, 2006, 2007, 2008[267]
- Union européenne de la presse sportives (UEPS)
  - evropský sportovec roku 2004, 2005, 2006, 2008, 2009[268][269]
- Eurosport
  - „šampión desetiletí“, uděleno 2010[270]
  - 2. místo v anketě nejlepší sportovec světa pro rok 2009[271]
- Sportovec Švýcarska – Crédit Suisse
  - nejlepší mužský sportovec v letech 2003, 2004, 2006, 2007, 2012[272][273]
- Švýcar roku (Schweizer des Jahres), 2003
- ESPY Award
  - nejlepší mužský sportovec pro rok 2007[274]
  - nejlepší mužský tenista v letech 2006, 2007, 2009, 2010[274]
- International Tennis Writers Association (ITWA)
  - hráč roku v letech 2004, 2005, 2006[275][276]
- Reuters International – sportovec roku 2004
- L'Equipe
  - „šampión šampiónů“ v letech 2005, 2006, 2007
- BBC
  - zahraniční sportovní osobnost v letech 2004, 2006, 2007

## Herní rekordy
Přehledy uvádějí vybrané herní rekordy Rogera Federera dosažené a primárně vztažené k otevřené éře světového tenisu. Přesto řada z nich představuje historický rekord, nepřekonaný ani v championships éře před rokem 1968.

### Grand Slam

#### Rekordy napříč turnaji
| Časové rozpětí                      | vybraný rekord Grand Slamu                                | spoludržitelé                                                                       |
| ----------------------------------- | --------------------------------------------------------- | ----------------------------------------------------------------------------------- |
| 2003 Wimbledon 2009 French Open     | kariérní Grand Slam                                       | Fred Perry Don Budge Roy Emerson Rod Laver Andre Agassi Rafael Nadal Novak Djoković |
| 2005 Wimbledon 2007 US Open         | 10 finále v řadě                                          | zůstává sám                                                                         |
| 2003 Wimbledon 2018 Australian Open | 46 semifinále                                             | zůstává sám                                                                         |
| 2004 Wimbledon 2010 Australian Open | 23 semifinále v řadě                                      | zůstává sám                                                                         |
| 2001 French Open 2021 Wimbledon     | 58 čtvrtfinále                                            | zůstává sám                                                                         |
| 2004 Wimbledon 2013 French Open     | 36 čtvrtfinále v řadě                                     | zůstává sám                                                                         |
| 2000 Australian Open 2021 Wimbledon | 81 účastí v řadě                                          | Feliciano López                                                                     |
| 2004 a 2006–2007                    | 3 roky vítěz alespoň 3 titulů v sezóně                    | Novak Djoković                                                                      |
| 2006–2007                           | 2 roky v řadě vítěz 3 titulů v sezóně                     | zůstává sám                                                                         |
| 2004–2007                           | 4 roky v řadě vítěz alespoň 2 titulů v sezóně             | zůstává sám                                                                         |
| 2004–2011                           | 8 let v řadě vítěz alespoň 20 utkání v sezóně             | zůstává sám                                                                         |
| 2003 Wimbledon 2017 Australian Open | alespoň 5 titulů na 3 různých grandslamech                | zůstává sám                                                                         |
| 2003 Wimbledon 2008 US Open         | 5 titulů v řadě na 2 různých grandslamech                 | zůstává sám                                                                         |
| 2003 Wimbledon 2006 Australian Open | vítěz prvních 7 finále                                    | zůstává sám                                                                         |
| 2008 US Open 2009 Wimbledon         | současný držitel titulů z antuky, trávy a tvrdého povrchu | Rafael Nadal Novak Djoković                                                         |
| 2006–2007 a 2009                    | účastník všech 4 finále v jedné sezóně                    | Rod Laver Novak Djoković                                                            |
| 2000 Australian Open 2021 Wimbledon | vítěz 369 zápasů ve dvouhře                               | zůstává sám                                                                         |
| 1999 French Open 2021 Wimbledon     | 429 odehraných zápasů ve dvouhře                          | zůstává sám                                                                         |
| 2006                                | vítěz 27 zápasů v jedné sezóně                            | Novak Djoković                                                                      |
| 2004–2007 a 2009                    | úspěšnost výher nad 90 % v 5 sezónách                     | Björn Borg                                                                          |
| 2004 French Open 2008 Wimbledon     | 18krát v řadě jako první nasazený                         | zůstává sám                                                                         |
| 2006 US Open 2007 French Open       | vítěz 36 setů v řadě                                      | zůstává sám                                                                         |
| 2007 US Open                        | vítěz 35 míčů na podání v řadě                            | zůstává sám                                                                         |
| 2009 Wimbledon                      | 50 es ve finále                                           | zůstává sám                                                                         |

#### Rekordy vztažené k jednotlivým turnajům
| Grand Slam            | čas. rozpětí | vybraný rekord na turnaji                      | spoludržitelé                                    | zdroj           |
| --------------------- | ------------ | ---------------------------------------------- | ------------------------------------------------ | --------------- |
| Australian Open       | 2004–2020    | 15 semifinálových účastí                       | zůstává sám                                      |                 |
| Australian Open       | 2004–2014    | 11 semifinálových účastí v řadě                | zůstává sám                                      | [ 287 ]         |
| Australian Open       | 2007         | vítěz titulu bez ztráty setu                   | Ken Rosewall                                     | [ 288 ]         |
| Australian Open       | 2006–2008    | 30 vítězných setů v řadě                       | zůstává sám                                      | [ 289 ]         |
| Australian Open       | 2000–2020    | 102 vyhraných zápasů                           | zůstává sám                                      |                 |
| Australian Open       | 2000–2020    | 21 účastí                                      | zůstává sám                                      |                 |
| French Open           | 2006–2011    | 4krát poražený finalista                       | Novak Djoković                                   | [ 290 ]         |
| French Open           | 2006–2008    | 3krát poražený finalista v řadě                | zůstává sám                                      |                 |
| French Open Wimbledon | 2009         | vítěz obou turnajů v sezóně, tzv. Channel Slam | Rod Laver Björn Borg Rafael Nadal Novak Djoković | [ 291 ]         |
| Wimbledon             | 2003–2017    | 8 titulů                                       | zůstává sám                                      | [ 292 ]         |
| Wimbledon             | 2003–2007    | 5 titulů v řadě                                | Björn Borg                                       | [ 293 ]         |
| Wimbledon             | 2003–2019    | 12 finálových účastí                           | zůstává sám                                      | [ 294 ] [ 295 ] |
| Wimbledon             | 2003–2009    | 7 finálových účastí v řadě                     | zůstává sám                                      | [ 296 ]         |
| Wimbledon             | 2003–202     | 7 semifinálových účastí v řadě                 | zůstává sám                                      |                 |
| Wimbledon             | 2003–2019    | 13 semifinálových účastí                       | zůstává sám                                      |                 |
| Wimbledon             | 2001–2021    | 18 čtvrtfinálových účastí                      | zůstává sám                                      |                 |
| Wimbledon             | 2001–2021    | 105 vyhraných dvouher                          | zůstává sám                                      |                 |
| Wimbledon             | 2001–2021    | 119 odehraných dvouher                         | zůstává sám                                      |                 |
| Wimbledon             | 2001–2021    | 22 účastí                                      | zůstává sám                                      |                 |
| Wimbledon             | 2017         | titul bez ztráty setu                          | Björn Borg (open éra)                            |                 |
| Wimbledon             | 2005–2006    | vítěz 34 setů v řadě                           | zůstává sám                                      | [ 297 ]         |
| US Open               | 2004–2008    | 5 titulů                                       | Jimmy Connors Pete Sampras                       | [ 298 ]         |
| US Open               | 2004–2008    | 5 titulů v řadě                                | zůstává sám                                      | [ 298 ]         |
| US Open               | 2004–2009    | vítěz 40 zápasů v řadě                         | zůstává sám                                      | [ 299 ]         |

### Další vybrané rekordy
| Období                           | vybraný rekord                                                       | spoludržitelé               |
| Rekordy na Turnaji mistrů        | Rekordy na Turnaji mistrů                                            | Rekordy na Turnaji mistrů   |
| -------------------------------- | -------------------------------------------------------------------- | --------------------------- |
| 2003–2011                        | 6 titulů                                                             | Novak Djoković              |
| 2002–2019                        | vítěz 59 zápasů                                                      | zůstává sám                 |
| 2003–2015                        | 10 finálových účastí                                                 | zůstává sám                 |
| 2003–2017                        | 14 semifinálových účastí                                             | zůstává sám                 |
| 2002–2019                        | účast na 17 ročnících                                                | zůstává sám                 |
| 2003–2005                        | vítěz 14 zápasů v řadě                                               | Ivan Lendl Novak Djoković   |
| Rekordy v sérii ATP Masters 1000 |                                                                      |                             |
| 1990–2017                        | nejstarší vítěz dvouhry; v 36 letech a 2 měsících (Shanghai Masters) | zůstává sám                 |
| 2002–2011                        | finalista na 9 různých turnajích                                     | Novak Djoković Rafael Nadal |
| 2002–2007                        | 4 tituly na Hamburg Masters                                          | zůstává sám                 |
| 2004–2017                        | 5 titulů na Indian Wells Masters                                     | Novak Djoković              |
| 2005–2015                        | 7 titulů na Cincinnati Masters                                       | zůstává sám                 |
| 2012, 2015                       | vítěz turnaje bez ztráty podání a setu (Cincinnati Masters)          | zůstává sám                 |
| Další rekordy                    |                                                                      |                             |
| 2004–2008                        | 237 týdnů na čele žebříčku ATP v řadě                                | zůstává sám                 |